# Ushuaia
Ushuaia, oficialmente Ciudad de Ushuaia, es una ciudad de la República Argentina ubicada en el departamento Ushuaia y capital de la provincia de Tierra del Fuego, Antártida e Islas del Atlántico Sur.
Fue fundada el 12 de octubre de 1884 por Augusto Lasserre como Fuerte Ushuaia sobre el asentamiento de la antigua misión anglicana de Thomas Bridges.
La ciudad se ubica en la costa de la isla Grande de Tierra del Fuego que da a la bahía de Ushuaia en el canal Beagle, y está rodeada por la cadena montañosa del glaciar Martial. Además de ser un centro administrativo, es un nodo industrial, portuario y turístico.
Ushuaia, con una población de 82 615 habitantes, es considerada como la ciudad más austral del mundo, título disputado con Puerto Williams que pertenece a Chile.
Al ser uno de los asentamientos más importantes de la subregión austral o sur de la Patagonia argentina, Ushuaia está hermanada con Hammerfest (en Noruega), que es la más boreal, que tiene 10 415 habitantes al igual que con Utqiaġvik (en el estado de Alaska), que tiene 4514 habitantes y que disputa la calificación de ciudad más septentrional.

## Toponimia

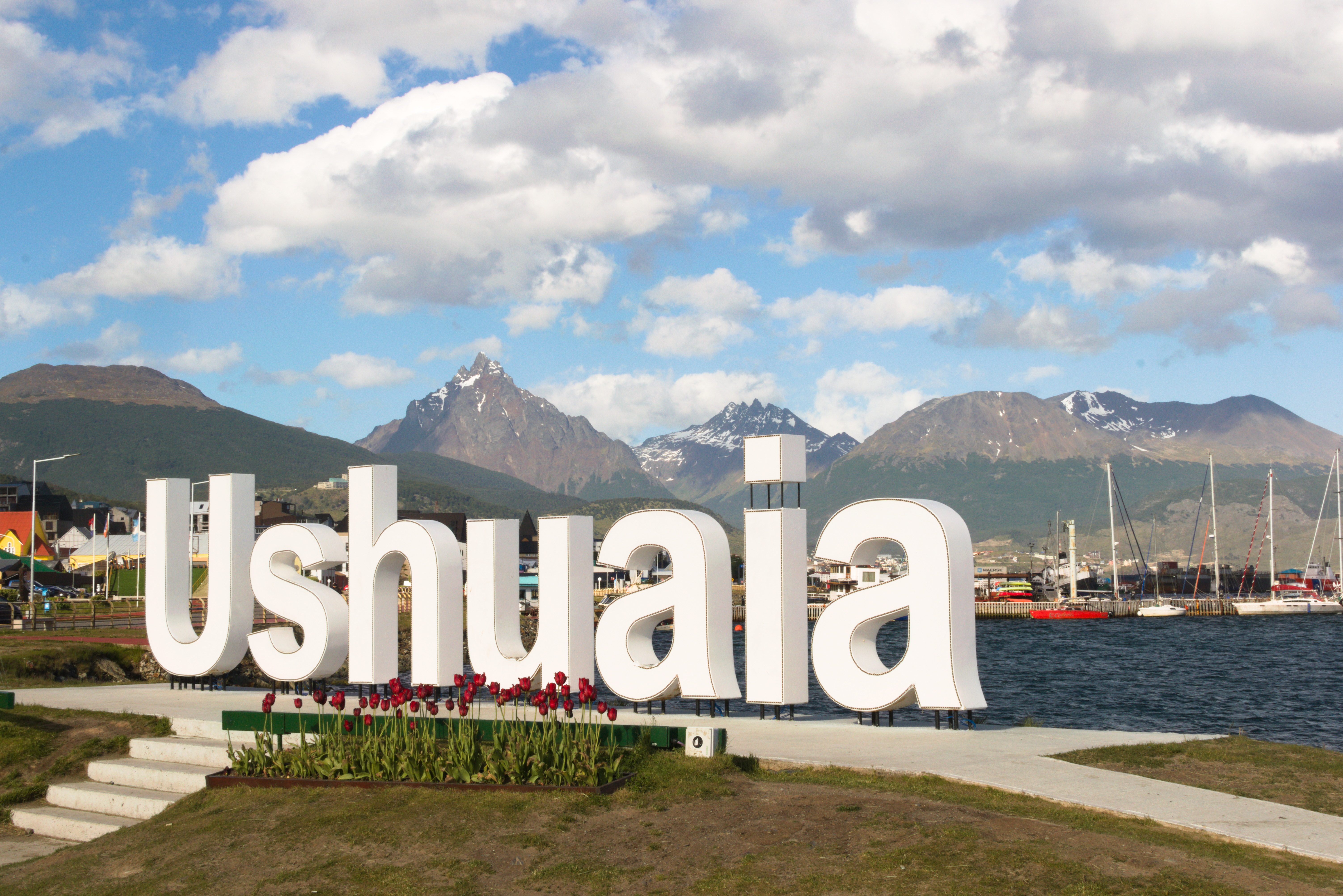
Cartel de Ushuaia en la bahía.

La palabra Ushuaia proviene del idioma yagán: ush (‘al fondo’) y uaia (‘bahía’ o ‘caleta’), y significa ‘bahía profunda’ o ‘bahía al fondo’
El acta de creación de la subprefectura, en 1884, cita el nombre Oshovia, una de las muchas variaciones ortográficas del vocablo.
Su gentilicio es «ushuaiense».
El nombre suele pronunciarse "u-sua-ia" (AFI: [uˈswa.ja]), una excepción a las reglas ortográficas del castellano, pues la «s» forma sílaba con la siguiente «u» a pesar de la «h». Considerando que podría darse una pronunciación errónea Usuaía, vale aclarar que la palabra Ushuaia no lleva tilde, y que el acento prosódico está en la primera «a».

## Símbolos
EscudoLa municipalidad llevó a cabo un concurso para la elección de la imagen del escudo de la ciudad y aprobó por decreto N.º 28, en 1971, el diseño de Vicente Gómez. En el diseño del escudo se destacan la presencia del albatros sobrevolando el entorno natural de la ciudad y las cuatro estrellas que forman la cruz del sur.
Lema«Ushuaia, fin del mundo, principio de todo».

## Geografía física

### Ubicación

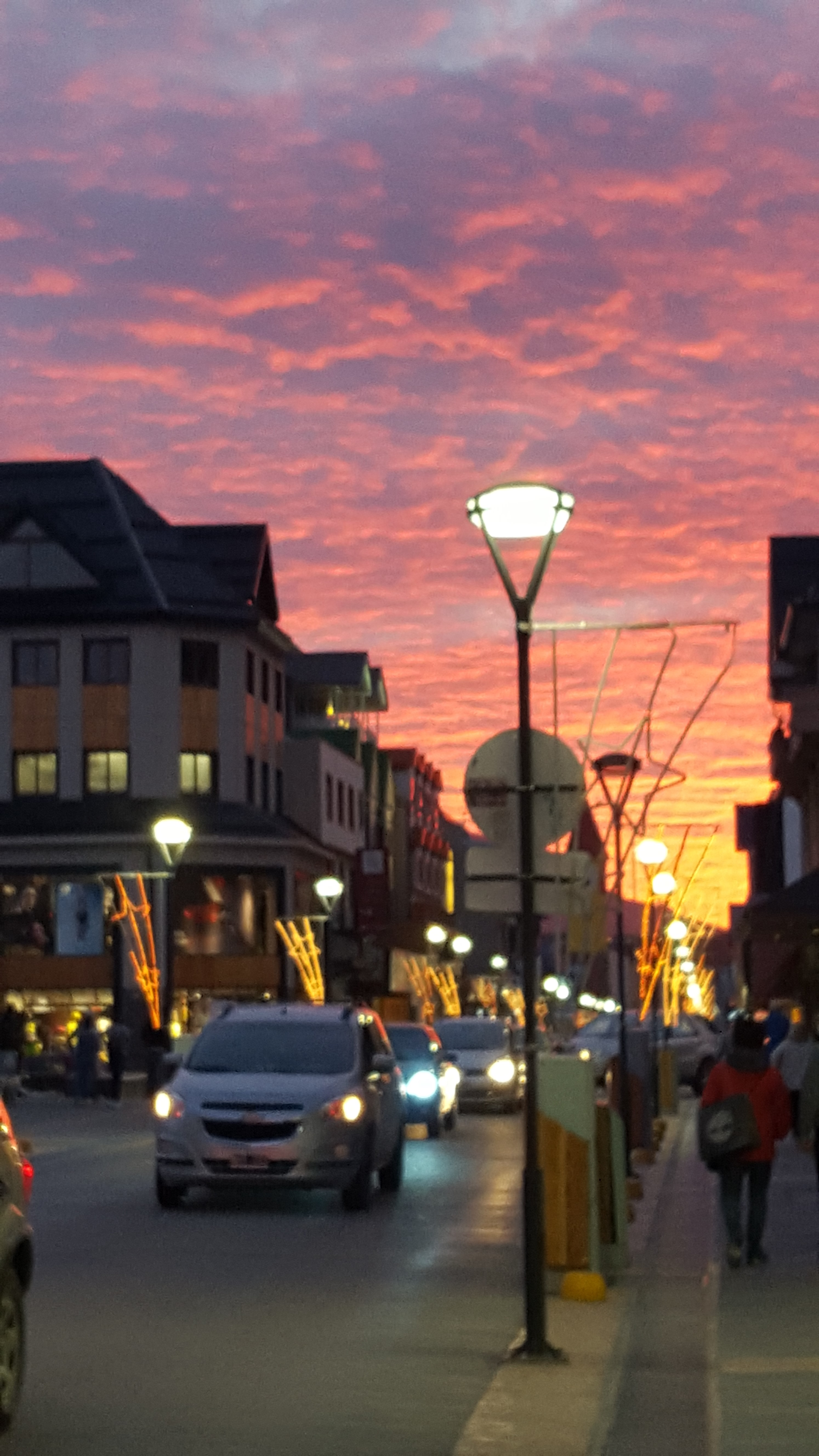
Centro de Ushuaia por la tarde

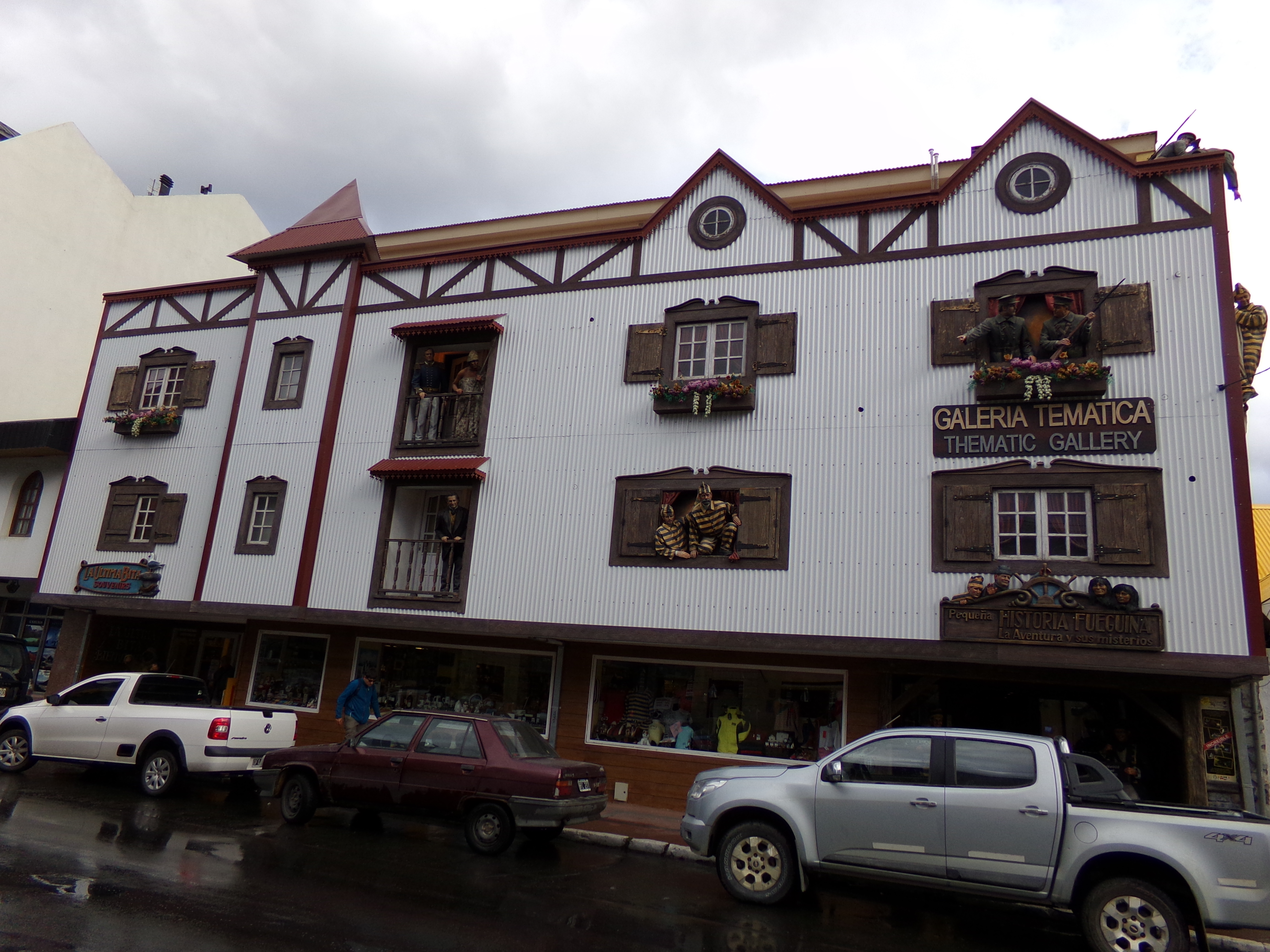
Galería Temática Ushuaia

La ciudad de Ushuaia se encuentra
- a 47 km al noroeste de Puerto Williams (Chile);
- a 120 km (en línea recta o a vuelo de pájaro) al sur de la ciudad de Río Grande, en la misma isla de Tierra del Fuego;
- a 251 km de Punta Arenas (en Chile);
- a 1150 km al norte de la base antártica Esperanza (en la Antártida Argentina) y
- a 2377 km de Buenos Aires (capital de la República Argentina).[6][7]

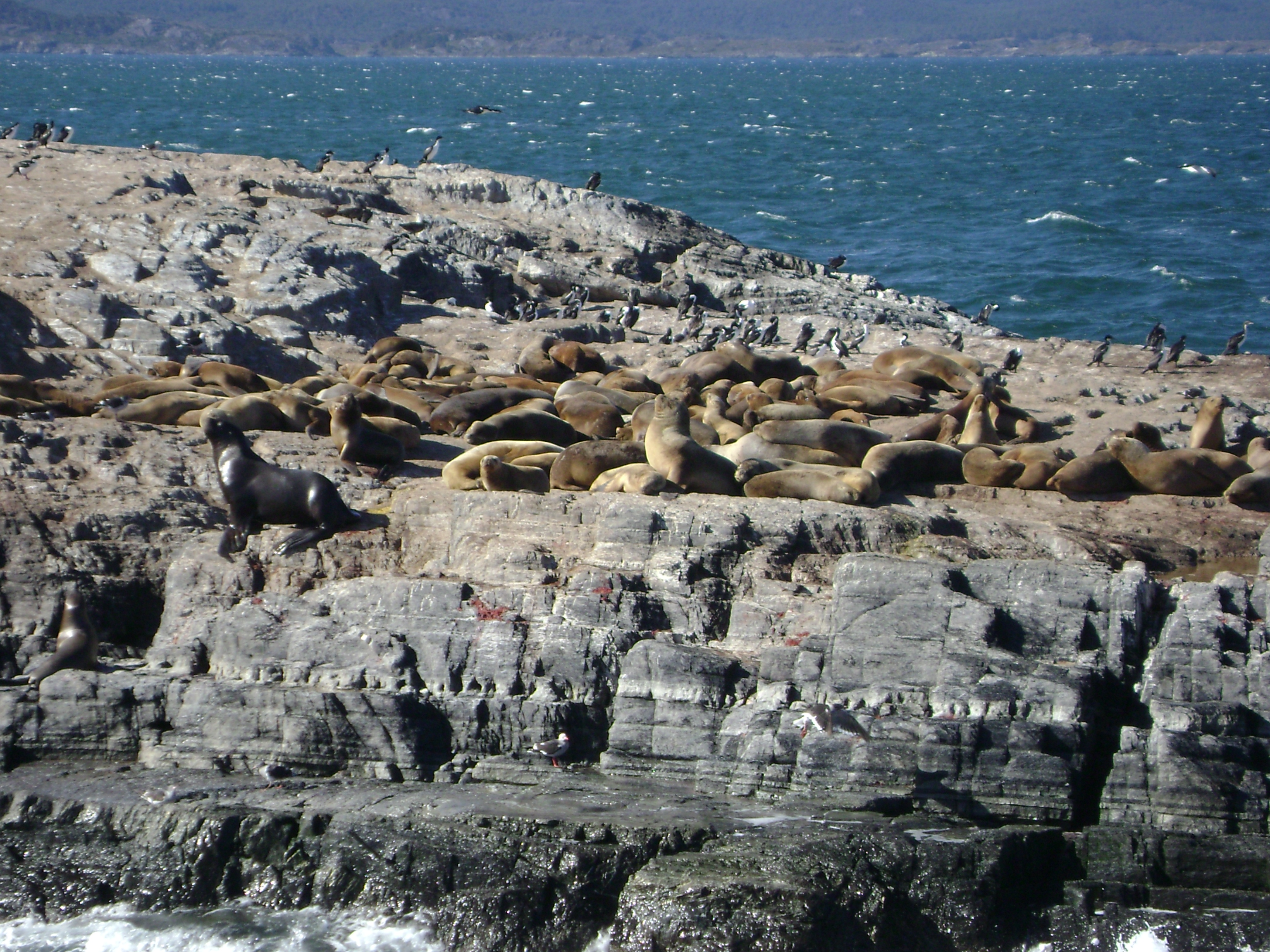
Isla de los Lobos.

Ushuaia está emplazada sobre la bahía homónima, rodeada al oeste, norte y este por los Andes Fueguinos. Desde la posición del resto de Argentina, es la única ciudad del país a la que se accede cruzando parte de la cordillera de los Andes, que recorre el borde sur de la isla Grande de Tierra del Fuego. Para acceder a Ushuaia se deben sortear dos estribaciones mayores de los Andes Fueguinos mediante la Ruta Nacional 3: la sierra Alvear mediante el paso cordillerano Garibaldi, y la sierra Sorondo-Montes Bridges mediante el valle del río Olivia. Por este motivo, en Argentina se la considera la única ciudad trasandina, aunque para acceder a ella no haya que cruzar la totalidad de la cadena andina.
De acuerdo con la clasificación de los mares de la Organización Hidrográfica Internacional, Ushuaia sería, además, el único puerto argentino sobre el océano Pacífico, siempre y cuando se considere al Canal Beagle como parte de dicho océano. Sin embargo, desde el Conflicto del Beagle, el Estado argentino considera al mencionado canal como un paso interoceánico, pues de otro modo contradiría los tratados limítrofes firmados con Chile.

### Hidrografía
RíosHay cursos de agua de origen andino, pequeños en general y de moderado caudal. Con nacientes en las cumbres, se alimentan de las lluvias locales y del derretimiento de hielo y nieve, por lo cual su régimen es pluvionival. Los ríos vinculados al tejido urbano de la ciudad son los siguientes (listados de oeste a este):
- Río Pipo. Tiene sus nacientes en el parque nacional Tierra del Fuego y desemboca en la bahía Golondrina.

- Arroyo Buena Esperanza: recibe los aportes del glaciar Martial y es una de las fuentes de agua de la ciudad.[13] Desemboca en la bahía Encerrada.

- Arroyo Grande: su cuenca es el valle de Andorra, que en las nacientes pertenece al parque nacional Tierra del Fuego y en el tramo intermedio fue declarado sitio Ramsar, el más austral del mundo. También es una fuente de agua de la ciudad.

- Río Olivia: es el más importante de este conjunto por el tamaño de su cuenca y por su caudal. Como el Arroyo Grande, desemboca en la bahía de Ushuaia.

En las proximidades del ejido urbano hay numerosos ríos y arroyos, tales como el río Lapataia, en el parque nacional Tierra del Fuego, que drena el lago Roca o Acigami. Cabe mencionar también al río Lasifashaj, al que se accede por la Ruta Nacional 3, saliendo de Ushuaia en dirección a Río Grande.
LagosEn la ciudad se encuentra la laguna del Diablo, pequeña y rodeada de bosque, en donde se practica patinaje sobre hielo en la época invernal.
Fuera de la ciudad hay un número importante de lagos y lagunas, todos de origen glaciar. El lago más importante de Tierra del Fuego es el lago Fagnano. Se encuentra 30 km en línea recta al norte de Ushuaia, pero para apreciarlo es necesario recorrer desde Ushuaia unos 90 km por la Ruta Nacional 3.
Glaciares -o ventisqueros-De los próximos a Ushuaia los más importantes son el Martial, en el cordón del mismo nombre, y el Vinciguerra. Ambos se encuentran en retroceso.
El glaciar Vinciguerra forma parte del sitio Ramsar del valle de Andorra.

### Orografía

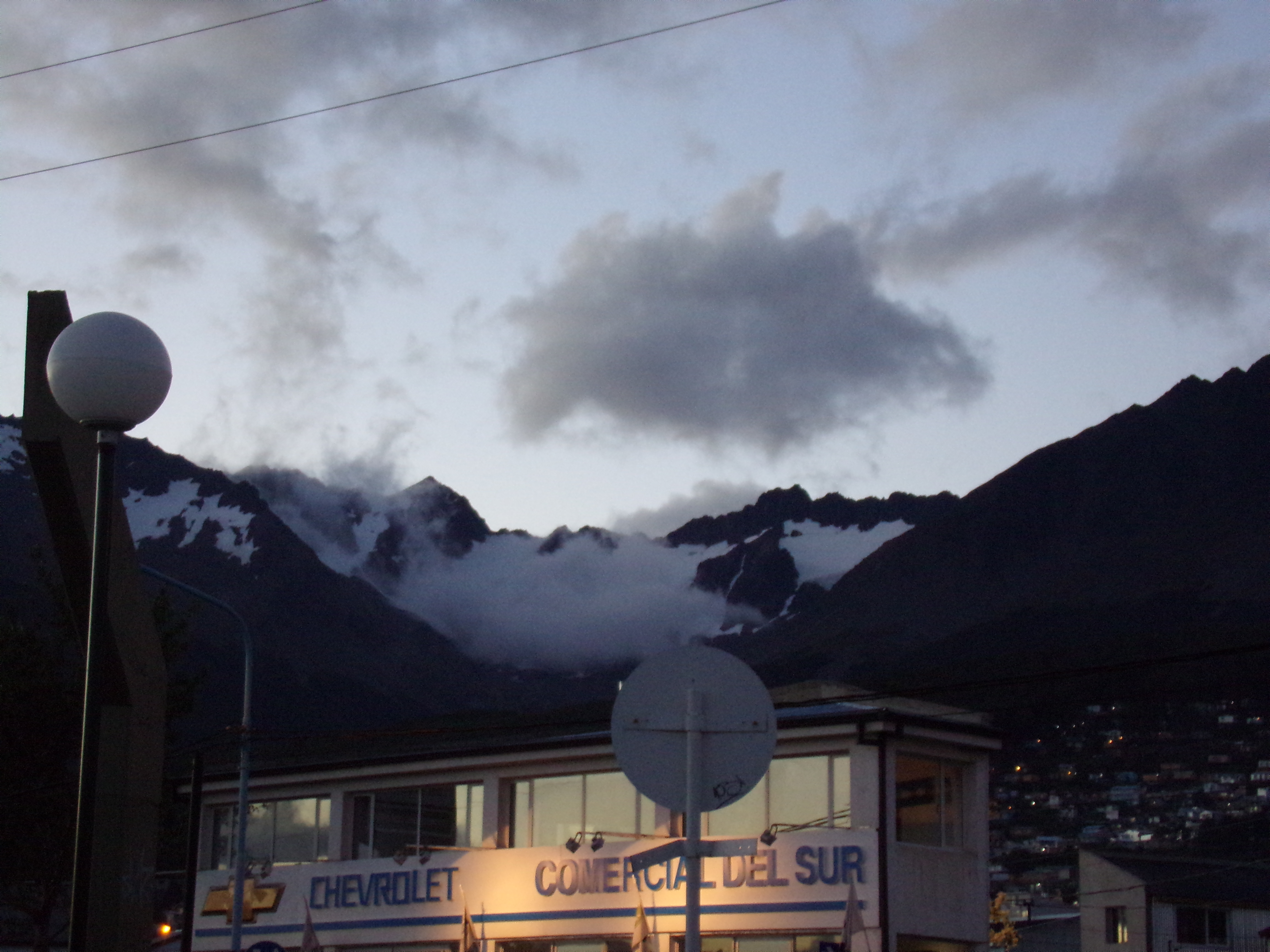
Glaciar Martial, ubicado en los montes Martial, inmediatamente al norte de la ciudad de Ushuaia.

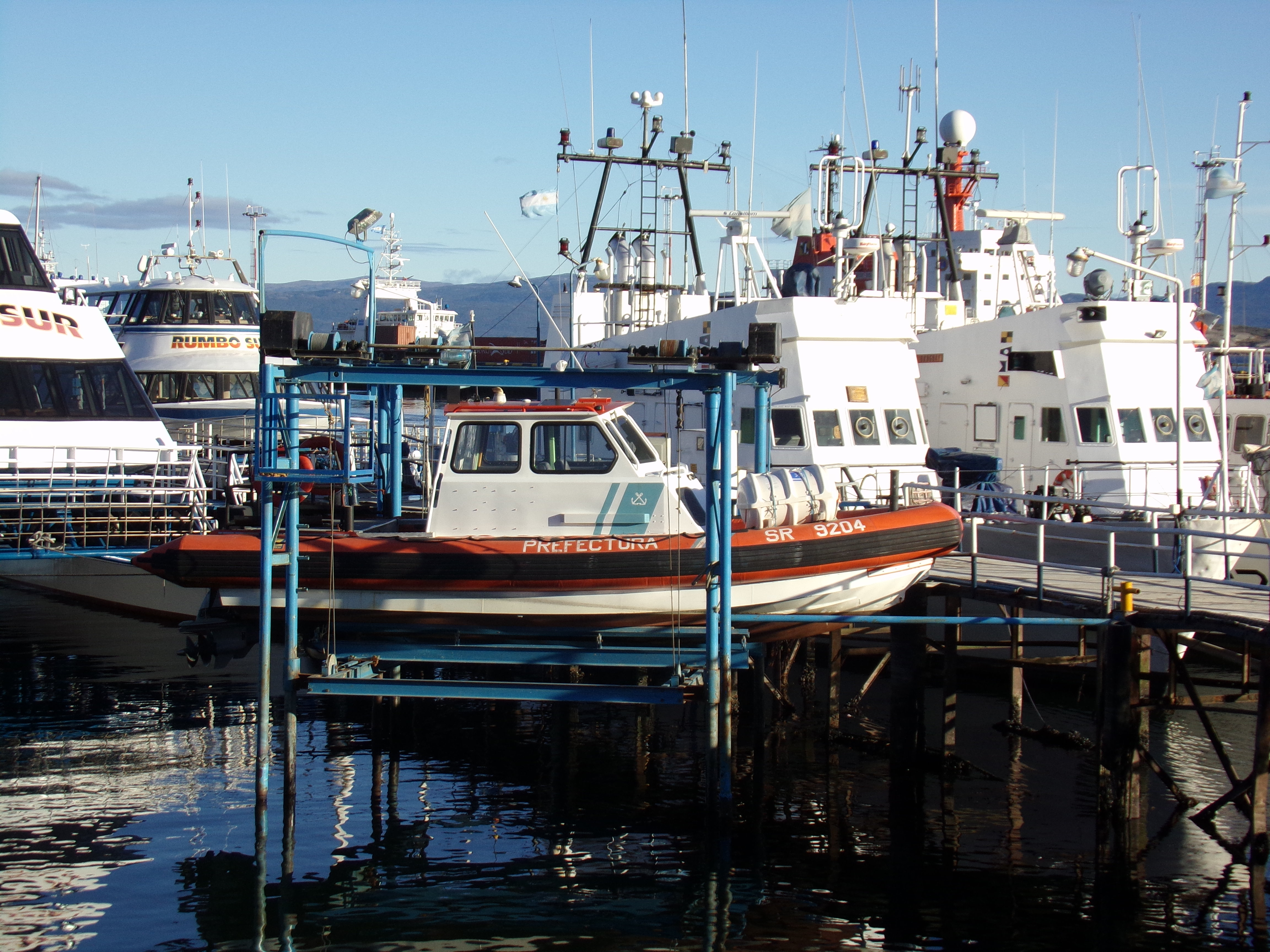
Sector del Puerto de Ushuaia en un día nevado.

Ushuaia está a los pies de los últimos tramos continentales de la cordillera de los Andes, con altitudes por debajo de los 1500 m s. n. m. Las sierras que la rodean son la Martial, con los montes Martial, Roy, del Medio y Dos Banderas y en donde se aloja el glaciar Martial, y la sierra Sorondo, donde están el cerro Cloche (1000 m s. n. m.) y los turísticamente famosos monte Olivia (1318 m s. n. m.) y monte Cinco Hermanos (1280 m s. n. m.).
Hacia el norte del departamento Ushuaia, del lado sur del lago Fagnano, está la sierra Alvear, donde se encuentra el cerro del mismo nombre, de 1445 m s. n. m. Entre la sierra Alvear y la sierra Martial está la sierra Vinciguerra, cuya altura máxima es el cerro del mismo nombre, de 1450 m s. n. m. Hacia el este de Ushuaia se encuentra la sierra Lucas Bridges, donde se encuentra la mayor altura del sector argentino de la isla Grande de Tierra del Fuego: el cerro Cornú, con 1490 m s. n. m. El cerro Guanaco, en el cordón del Toro, dentro del parque nacional, tiene 970 m s. n. m.

### Sismicidad
La región responde a la falla Fagnano-Magallanes, un sistema regional de falla sismogénico de orientación oeste-este que coincide con el límite transformante entre las placas Sudamericana (al norte) y Scotia (al sur), con sismicidad media. Su última expresión se produjo el 17 de diciembre de 1949 (75 años), a las 22.30 UTC-3, con una magnitud aproximadamente de 7,8 en la escala de Richter.
El 2 de mayo de 2025, a las 09:58 (UTC−3), se registró un terremoto de magnitud 7,4 Mw a 40 km al sur de las islas Diego Ramírez, con epicentro en la zona de fractura Shackleton, que separa la placa de Scotia de la placa Antártica en el Pasaje de Drake. El evento ocurrió a aproximadamente 220 km de Ushuaia y tuvo una intensidad máxima de III a IV en la escala de Mercalli en la localidad. No se reportaron daños materiales, heridos ni víctimas fatales. El sismo generó avisos del Municipio de Ushuaia informando que la probabilidad de tsunami era baja, ya que las islas Hoste y Navarino actúan como barrera natural.
La Defensa Civil municipal debe realizar «simulacros de sismo», al ser un área de sismicidad media, con 7,8 Richter y silencio sísmico de 75 años; otro de menor cimbronazo fue el terremoto de Ushuaia de 2010, con 6,3 Richter.

### Clima

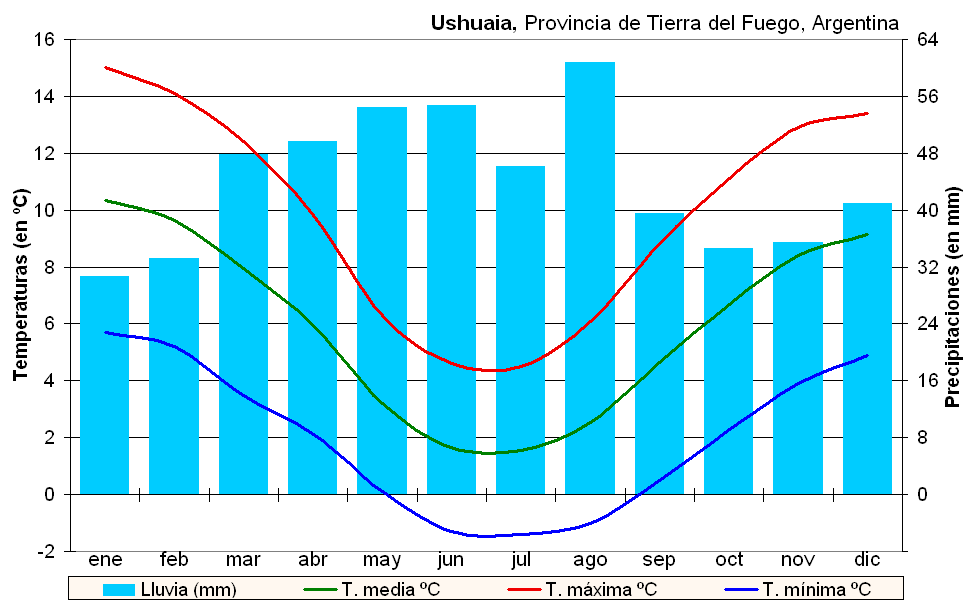
Climograma de Ushuaia.

De acuerdo con la clasificación climática de Köppen, Ushuaia tiene un clima subpolar oceánico (Cfc), puesto que la temperatura media del mes más cálido está en poco por encima de los 10 °C. Además está caracterizado por unos inviernos no demasiado fríos (con una temperatura media en el mes más frío ligeramente por encima de 0 °C) y por unos veranos bastante frescos. Este clima es llamado también clima oceánico frío, o subpolar oceánico. Según otros autores es una variante fría del «patagónico húmedo». A pesar de que las temperaturas son frías todo el año, se encuentra enclavada entre altos bosques magallánicos, los cuales aún sobreviven en los bordes de la ciudad. Ushuaia posee una temperatura media anual de 5,7 °C y una escasa oscilación térmica anual, que va de 1,6 °C en julio a 10,3 °C en enero; son extrañas las temperaturas de más de 23 °C en verano o menores a -8 °C en invierno. Los récords de temperaturas absolutas son 29,4 °C (ocurrió en diciembre) y -25,1 °C, con una sensación térmica de -45 °C (ocurrió en julio)[cita requerida]. Tal es lo persistente del frío que en pleno verano austral se han registrado eventuales nevadas, o temperaturas de solo -6 °C[cita requerida]. Las precipitaciones, que en invierno suelen ser en forma de nieve, están repartidas equitativamente a lo largo del año sumando un total de 529,7 mm, pero, si bien parecerían exiguas, a causa de la constante temperatura baja se tornan suficientes para convertir a Ushuaia en una ciudad de clima húmedo; también ayuda para ello el alto promedio de días con alguna precipitación –200 días al año–, siendo también alto el número de días nublados o brumosos.
Fuertes vientos desde el cuadrante oeste, originados en el Pacífico, suelen azotar la ciudad, razón por la cual los árboles desprotegidos de las tempestades crecen siguiendo la dirección del viento, lo cual hace que, en razón de su forma, sean llamados "árboles-bandera" por la inclinación que son forzados a tomar.
| Parámetros climáticos promedio de Ushuaia, Tierra del Fuego                                                                                 | Parámetros climáticos promedio de Ushuaia, Tierra del Fuego | Parámetros climáticos promedio de Ushuaia, Tierra del Fuego | Parámetros climáticos promedio de Ushuaia, Tierra del Fuego | Parámetros climáticos promedio de Ushuaia, Tierra del Fuego | Parámetros climáticos promedio de Ushuaia, Tierra del Fuego | Parámetros climáticos promedio de Ushuaia, Tierra del Fuego | Parámetros climáticos promedio de Ushuaia, Tierra del Fuego | Parámetros climáticos promedio de Ushuaia, Tierra del Fuego | Parámetros climáticos promedio de Ushuaia, Tierra del Fuego | Parámetros climáticos promedio de Ushuaia, Tierra del Fuego | Parámetros climáticos promedio de Ushuaia, Tierra del Fuego | Parámetros climáticos promedio de Ushuaia, Tierra del Fuego | Parámetros climáticos promedio de Ushuaia, Tierra del Fuego |
| Mes | Ene.                                                        | Feb.                                                        | Mar.                                                        | Abr.                                                        | May.                                                        | Jun.                                                        | Jul.                                                        | Ago.                                                        | Sep.                                                        | Oct.                                                        | Nov.                                                        | Dic.                                                        | Anual                                                       |
| --- | ----------------------------------------------------------- | ----------------------------------------------------------- | ----------------------------------------------------------- | ----------------------------------------------------------- | ----------------------------------------------------------- | ----------------------------------------------------------- | ----------------------------------------------------------- | ----------------------------------------------------------- | ----------------------------------------------------------- | ----------------------------------------------------------- | ----------------------------------------------------------- | ----------------------------------------------------------- | ----------------------------------------------------------- |
| Temp. máx. abs. (°C) | 29.5                                                        | 28.9                                                        | 25.6                                                        | 22.2                                                        | 20.3                                                        | 19.0                                                        | 17.5                                                        | 18.0                                                        | 22.3                                                        | 21.2                                                        | 26.3                                                        | 29.0                                                        | 29.5                                                        |
| Temp. máx. media (°C) | 13.9                                                        | 13.7                                                        | 12.2                                                        | 9.6                                                         | 6.5                                                         | 4.6                                                         | 4.2                                                         | 5.6                                                         | 8.2                                                         | 10.5                                                        | 12.1                                                        | 13.4                                                        | 9.5                                                         |
| Temp. media (°C) | 9.6                                                         | 9.3                                                         | 7.7                                                         | 5.7                                                         | 3.2                                                         | 1.7                                                         | 1.3                                                         | 2.2                                                         | 4.1                                                         | 6.2                                                         | 7.8                                                         | 9.1                                                         | 5.7                                                         |
| Temp. mín. media (°C) | 5.4                                                         | 5.3                                                         | 3.9                                                         | 2.3                                                         | 0.1                                                         | -1.4                                                        | -1.7                                                        | -1.0                                                        | 0.5                                                         | 2.3                                                         | 3.6                                                         | 4.9                                                         | 2.0                                                         |
| Temp. mín. abs. (°C) | -2.0                                                        | -4.0                                                        | -4.3                                                        | -7.3                                                        | -20.2                                                       | -18.2                                                       | -21.0                                                       | -19.6                                                       | -10.6                                                       | -6.1                                                        | -6.0                                                        | -3.7                                                        | -21.0                                                       |
| Precipitación total (mm) | 39.0                                                        | 45.2                                                        | 52.3                                                        | 56.1                                                        | 53.4                                                        | 48.3                                                        | 36.4                                                        | 45.2                                                        | 41.7                                                        | 35.0                                                        | 34.6                                                        | 42.5                                                        | 529.7                                                       |
| Días de precipitaciones (≥ 0.1 mm) | 14                                                          | 13                                                          | 14                                                          | 13                                                          | 12                                                          | 12                                                          | 11                                                          | 12                                                          | 12                                                          | 12                                                          | 12                                                          | 14                                                          | 151                                                         |
| Días de nevadas (≥ 1 mm) | 0.3                                                         | 0.1                                                         | 2                                                           | 2                                                           | 5                                                           | 8                                                           | 7                                                           | 9                                                           | 7                                                           | 5                                                           | 3                                                           | 1                                                           | 49.4                                                        |
| Horas de sol | 167.4                                                       | 146.9                                                       | 133.3                                                       | 102.0                                                       | 68.2                                                        | 42.0                                                        | 55.8                                                        | 83.7                                                        | 123.0                                                       | 164.3                                                       | 180.0                                                       | 167.4                                                       | 1434.0                                                      |
| Humedad relativa (%) | 75                                                          | 76                                                          | 78                                                          | 80                                                          | 81                                                          | 82                                                          | 82                                                          | 80                                                          | 76                                                          | 73                                                          | 72                                                          | 74                                                          | 77                                                          |
| Fuente n.º 1: NOAA, Secretaría de Minería de la Nación (extremas y sol, 1901–1990), Oficina de Riesgo Agropecuario (extremas 1970–presente) |                                                             |                                                             |                                                             |                                                             |                                                             |                                                             |                                                             |                                                             |                                                             |                                                             |                                                             |                                                             |                                                             |
| Fuente n.º 2: Servicio Meteorológico Nacional (Argentina) (precipitaciones); UNLP (nieve)                                                   |                                                             |                                                             |                                                             |                                                             |                                                             |                                                             |                                                             |                                                             |                                                             |                                                             |                                                             |                                                             |                                                             |

## Historia

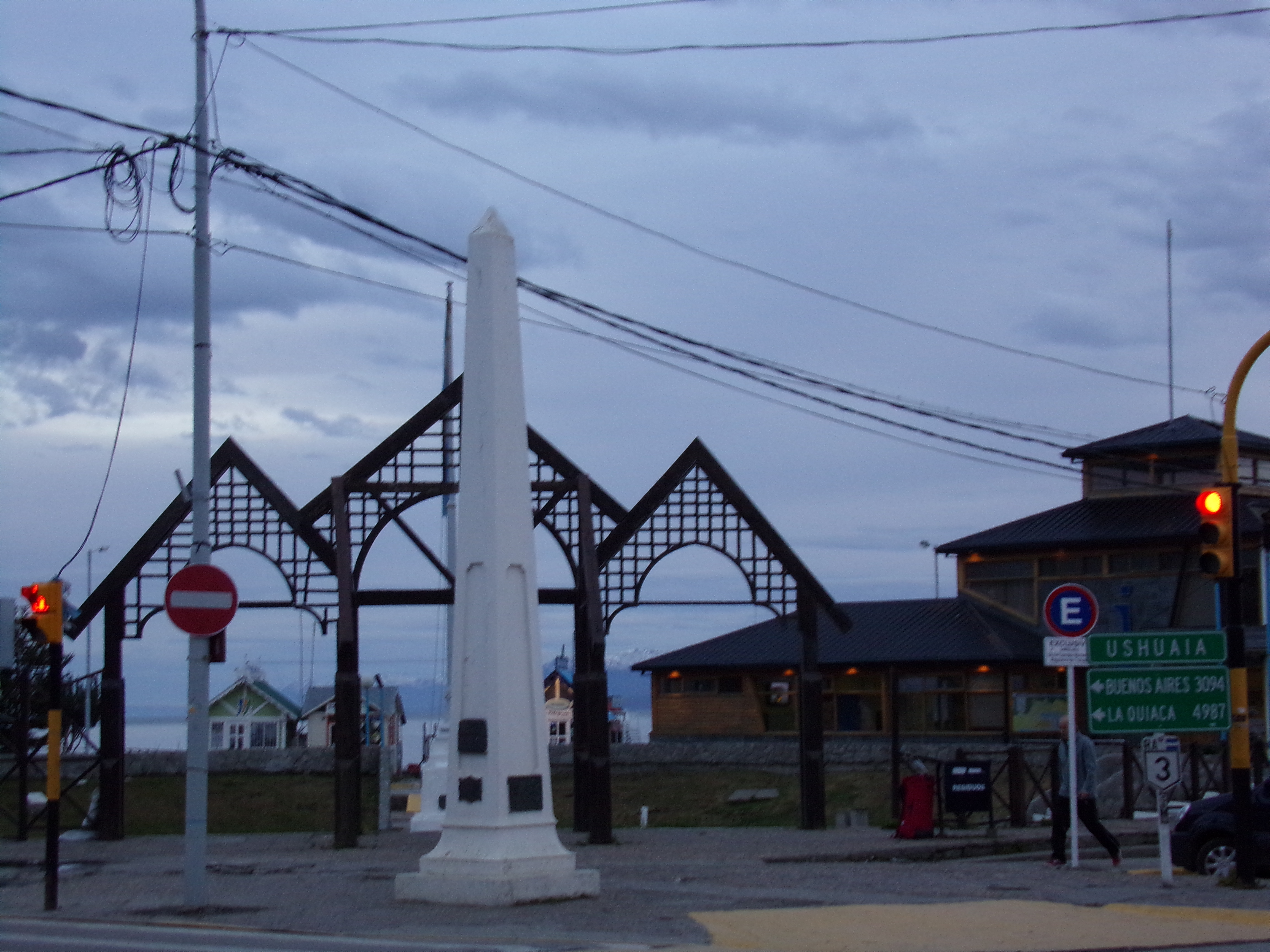
Conmemoración de la fundación de Ushuaia.

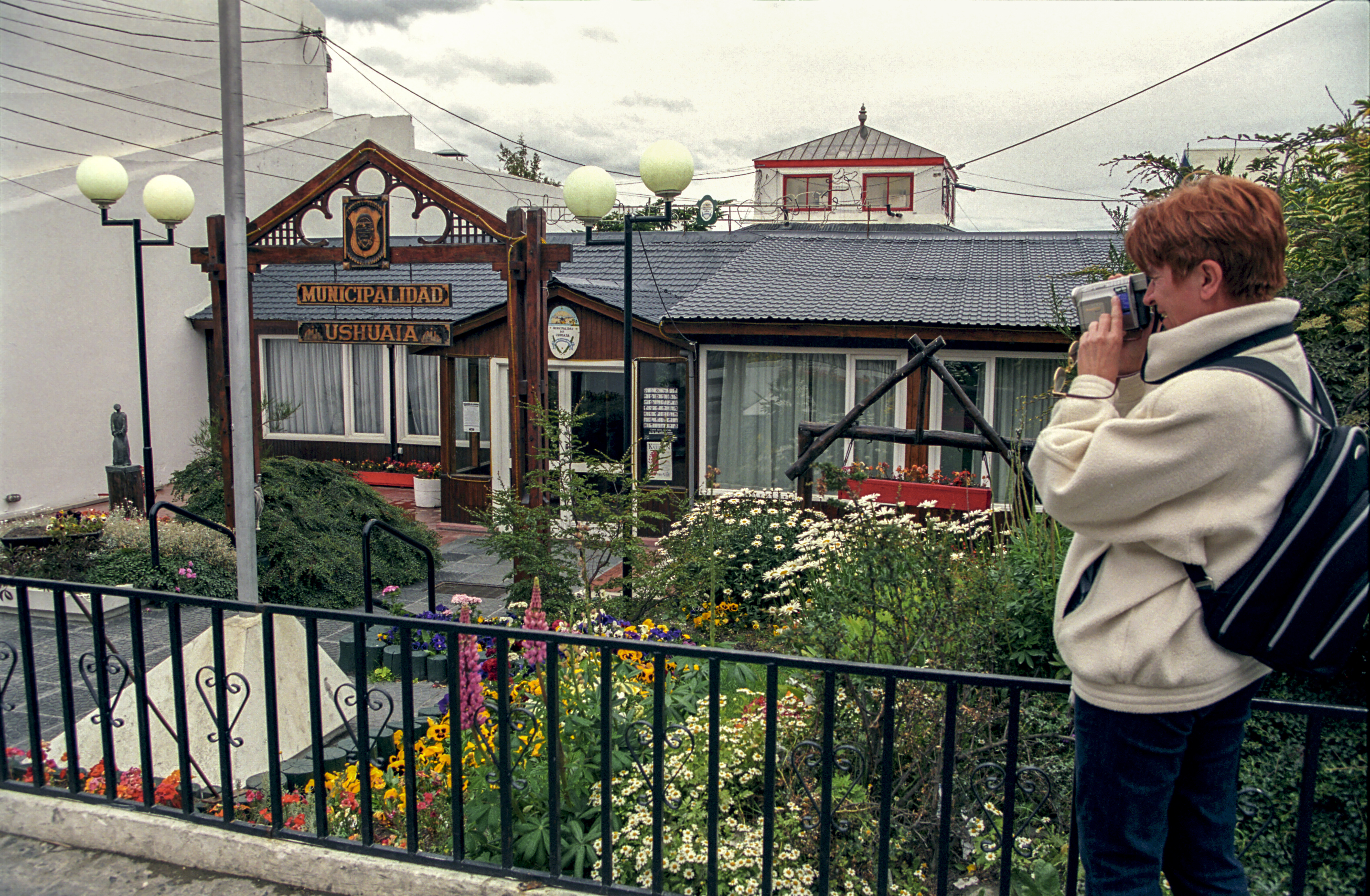
Municipalidad de Ushuaia.

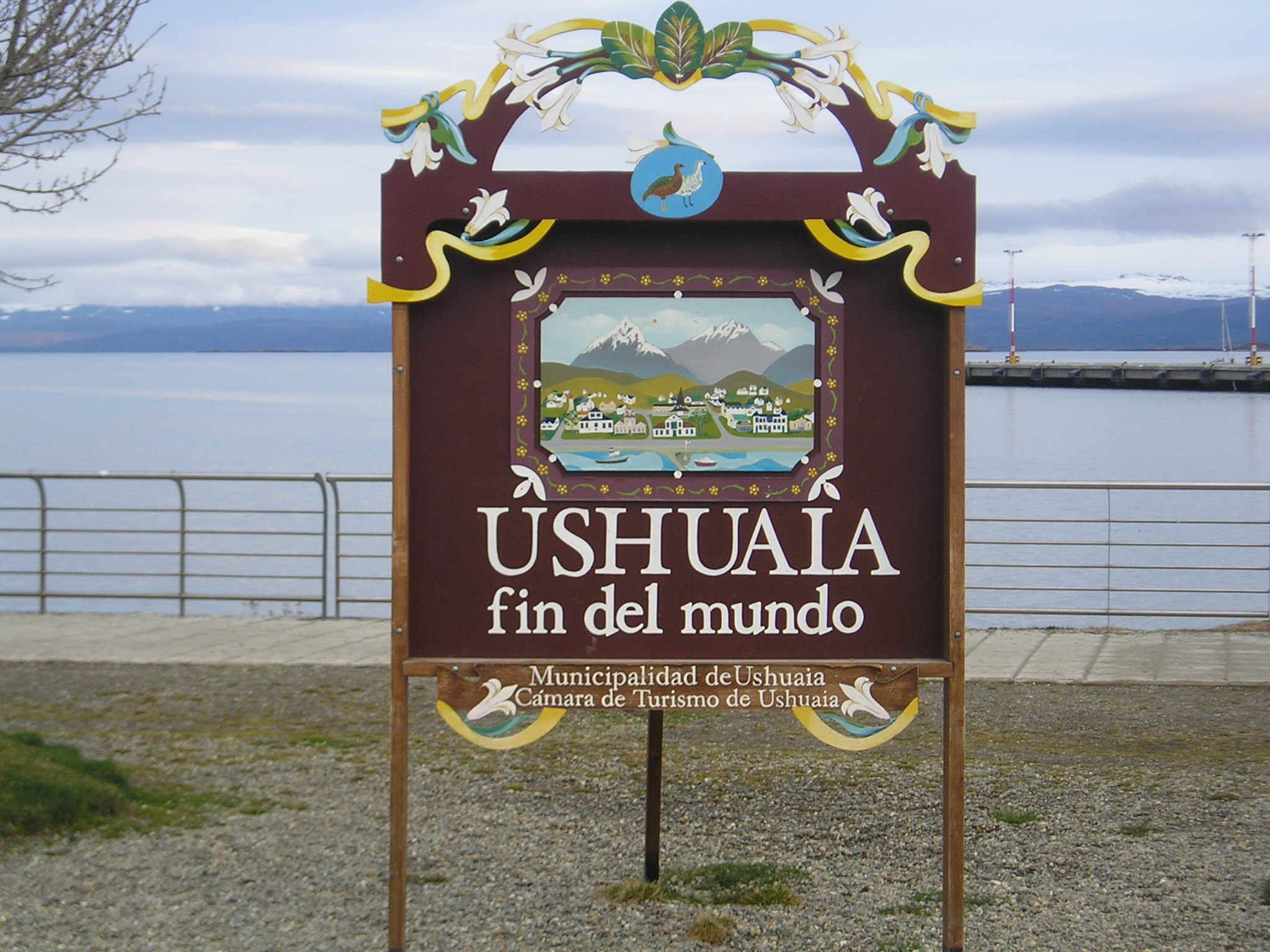
Ushuaia es sede de la Bienal de Arte Contemporáneo del Fin del Mundo.

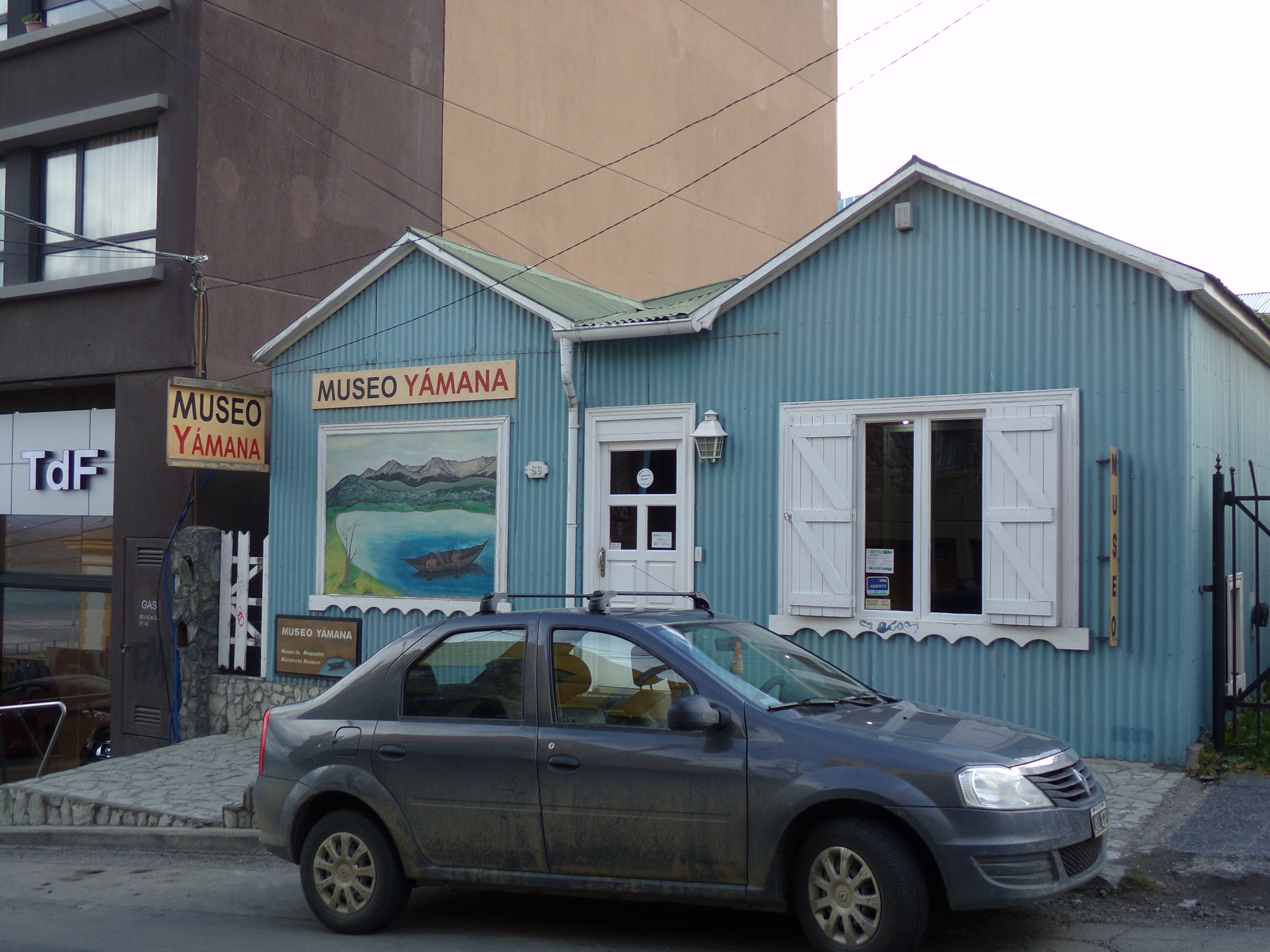
Museo Yámana.

Los primeros pobladores de estas tierras fueron cazadores y recolectores nómadas los que, hace más de 11 milenios, llegaron a pie desde el norte a lo que es hoy la isla Grande de Tierra del Fuego, territorio que aún estaba conectado a la Patagonia continental. De estos grupos, que estaban emparentados con los tehuelches del continente, surgieron los pueblos ona y haush. Desde los archipiélagos occidentales de la Patagonia llegó otra oleada de pobladores, los nómadas del mar, yámanas y kawésqar.
El 18 de enero de 1869, con conocimiento de los gobiernos argentino y chileno, se estableció una misión anglicana encabezada por Waite Hockin Stirling, que formó el primer asentamiento no aborigen del archipiélago, muy próximo a lo que luego sería esta ciudad. Al año siguiente lo reemplazó Thomas Bridges.
El 28 de septiembre de 1884, con alrededor de trescientos habitantes, el comodoro Augusto Lasserre llegó al lugar con la «División Expedicionaria al Atlántico Sur» a bordo de la cañonera Paraná, después de haber pasado por la isla de los Estados, con un personal de ciento dos hombres.
El 12 de octubre de 1884, Laserre creó una subprefectura junto a la misión anglicana, izando en ella la bandera argentina. El objetivo de la misma era reafirmar la soberanía argentina en la zona, después del tratado Austral con Chile de 1881. El superintendente de la «Misión Sud Americana», reverendo Thomas Bridges, cuya firma figura entre muchas otras en el acta de establecimiento de la subprefectura marítima, recibió con agrado la presencia de la expedición argentina y lo mismo los demás misioneros, como los evangelizadores Robert W. Whaits y Juan Lawrence, encargado de la enseñanza, por lo que se le puede considerar el primer docente de Tierra del Fuego; quienes también firmaron el acta. Alejandro Virasoro y Calvo fue designado primer subprefecto; junto al cual permanecieron Pedro Reyes y Luis Fique, conocido en Ushuaia como «El Primer Argentino».
Entre los yámanas, habitantes originarios de la bahía, se mencionan a Jorge Okkoko, Jorge Lauaia, (yerno de Jemmy Button), Sisoi, Cushinjiz, Maracol y Clemente Wiyellin, quienes residían en la misión.
Otros presentes fueron los integrantes de las tripulaciones de las naves Paraná, Transporte Villarino, Comodoro Py y Patagonia, entre ellos el comandante Federico Spurr, quien hizo el primer contacto con los misioneros y el subteniente Esteban Deloqui, que en 1902 fue gobernador del territorio. De los integrantes de la subprefectura, los que se establecieron en Ushuaia fueron los marineros Antonio Isorna y José Rodríguez. El 25 de noviembre de 1884 se designa primer gobernador de Tierra del Fuego a Félix Paz.
No hubo delineación de calles ni manzanas hasta 1894. El caserío en expansión se volvió un pintoresco pueblo multicolor. Ushuaia comenzó a ocupar un lugar entre los argentinos cuando comenzó, en 1896, la Colonización Penal, enviando allí a hombres y mujeres que debían cumplir penas de varios años. Este proyecto cambió rápidamente al producirse el hacinamiento en las cárceles dada la gran inmigración que recibía Buenos Aires. Así pasó a ser una cárcel para reincidentes en casillas de madera y chapa. En 1902 comienza la construcción en piedra y argamasa, por los propios penados, del edificio de cinco pabellones. Actualmente funcionan el Museo Marítimo y del Presidio de Ushuaia, el Museo Antártico José María Sobral, el Museo de Arte Marino Ushuaia (primer Museo de Arte de la Provincia, 2006) y la Galería de Arte del Museo Marítimo de Ushuaia (también la primera de la Provincia).
La misión anglicana cesó su tarea a finales del siglo XIX y las únicas actividades, fuera de un incipiente rubro comercial, eran las de los empleados del gobierno.
A medida que el hombre blanco avanzaba sobre el territorio del archipiélago, la vida de los originarios sufría graves perturbaciones. A la mortandad por exterminio directo (los estancieros los perseguían por cazar a sus ovejas) se le sumó el mucho más aniquilante efecto que las enfermedades infecciosas causaron en la población nativa, la cual no estaba inmunizada naturalmente contra las mismas. Hacia 1930, habían desaparecido casi por completo los pueblos originarios de la región.
A inicios del siglo XX, en 1902, se construyó en las vecindades de la entonces aldea de Ushuaia el célebre presidio, el cual estuvo en servicio como cárcel hasta mediados del mismo siglo. Esta institución introdujo en la ciudad la construcción en mampostería y piedras, adoptadas por algunos vecinos en edificios que demuestran su durabilidad (actual Municipalidad y Museo del Fin del Mundo, ex Banco Nación construido en 1913), pero no se popularizó. En 1947, el presidio fue cerrado por orden del entonces presidente Perón, siendo Director del Servicio Penitenciario Federal Roberto Pettinato.
El edificio pasó a manos de la Armada Argentina y, tras un tiempo de abandono, alberga en la actualidad al Museo Marítimo y del Presidio de Ushuaia.
Entre otras curiosidades, tal presidio contaba con la línea de ferrocarril más austral del mundo, que conducía a los penados desde el presidio a los campos de trabajo situados en lo que actualmente es el parque nacional Tierra del Fuego, lugar que había quedado afectado para instalar la Colonia Penal. En la actualidad tal línea férrea se ha reactivado con fines principalmente turísticos, conectando una terminal situada en el ingreso del parque nacional con una estación siete kilómetros más adelante.
Javier Milei fue declarado persona non grata por sus dichos sobre Malvinas.

## Demografía
| Evolución demográfica de Ushuaia (1947-2022)                                                                                   |
| |
| Fuente: INDEC - Elaboración gráfica por Wikipedia - Ushuaia, Tierra del Fuego, Antártida e Islas del Atlántico Sur, Argentina. |

Ushuaia es la segunda ciudad más poblada de la isla Grande de Tierra del Fuego y la décima de la Patagonia argentina (considerando a Cipolletti aglomerada a Neuquén y teniendo en cuenta que ya superó a Viedma en el último censo). En otra posición relevante, es la tercera capital provincial menos poblada del país, después de Rawson y Viedma. Los datos fueron reconfirmados en el censo 2022 con un crecimiento que alcanzó los 79 538 habitantes y 30 563 viviendas.
Calidad de vida
En 2014 se publicó un estudio del Conicet en el que se ubicaba a Ushuaia en el 3.er lugar en un ranking de las ciudades con mejor calidad de vida del país.

## División
El área urbana se encuentra dividida en grandes secciones designadas con letras. Para el año 2009, la ciudad estaba compuesta por 94 barrios oficiales. A fines de 2015 se encontraban en proceso de urbanización áreas de sus alrededores, como el valle de Andorra y el sector del río Pipo.

## Transportes

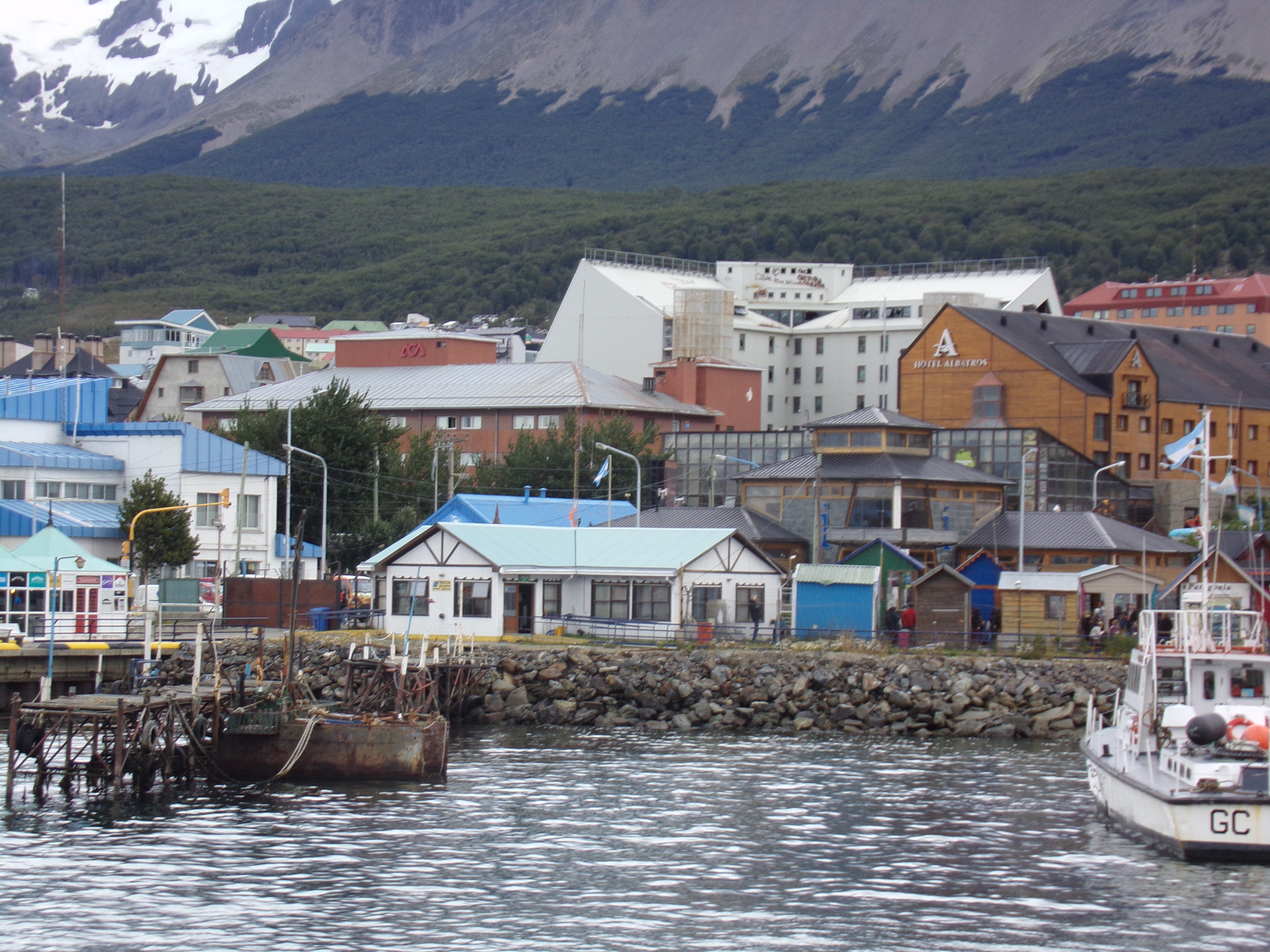
Vista del puerto de la ciudad.

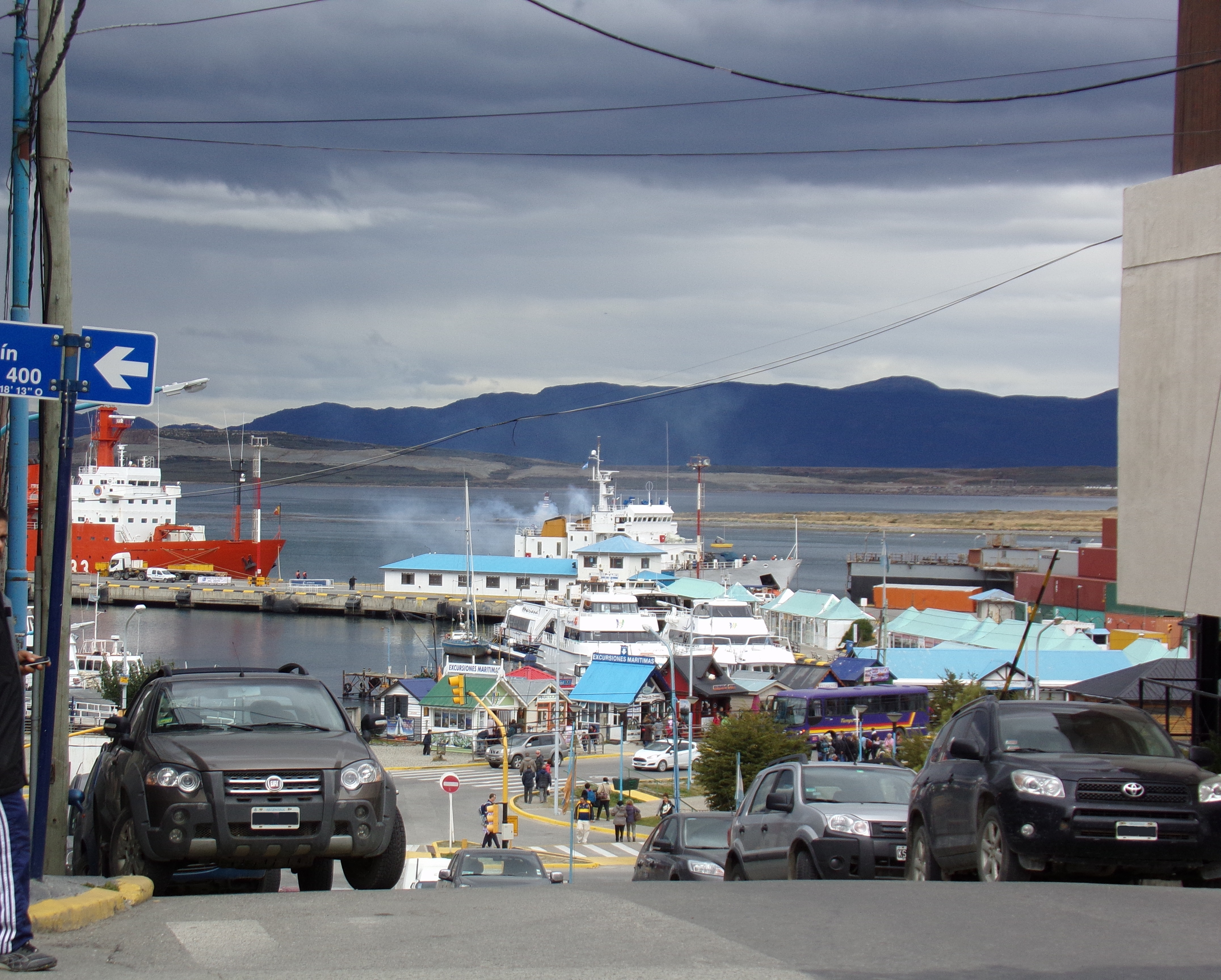
Calle Roca y zona portuaria.

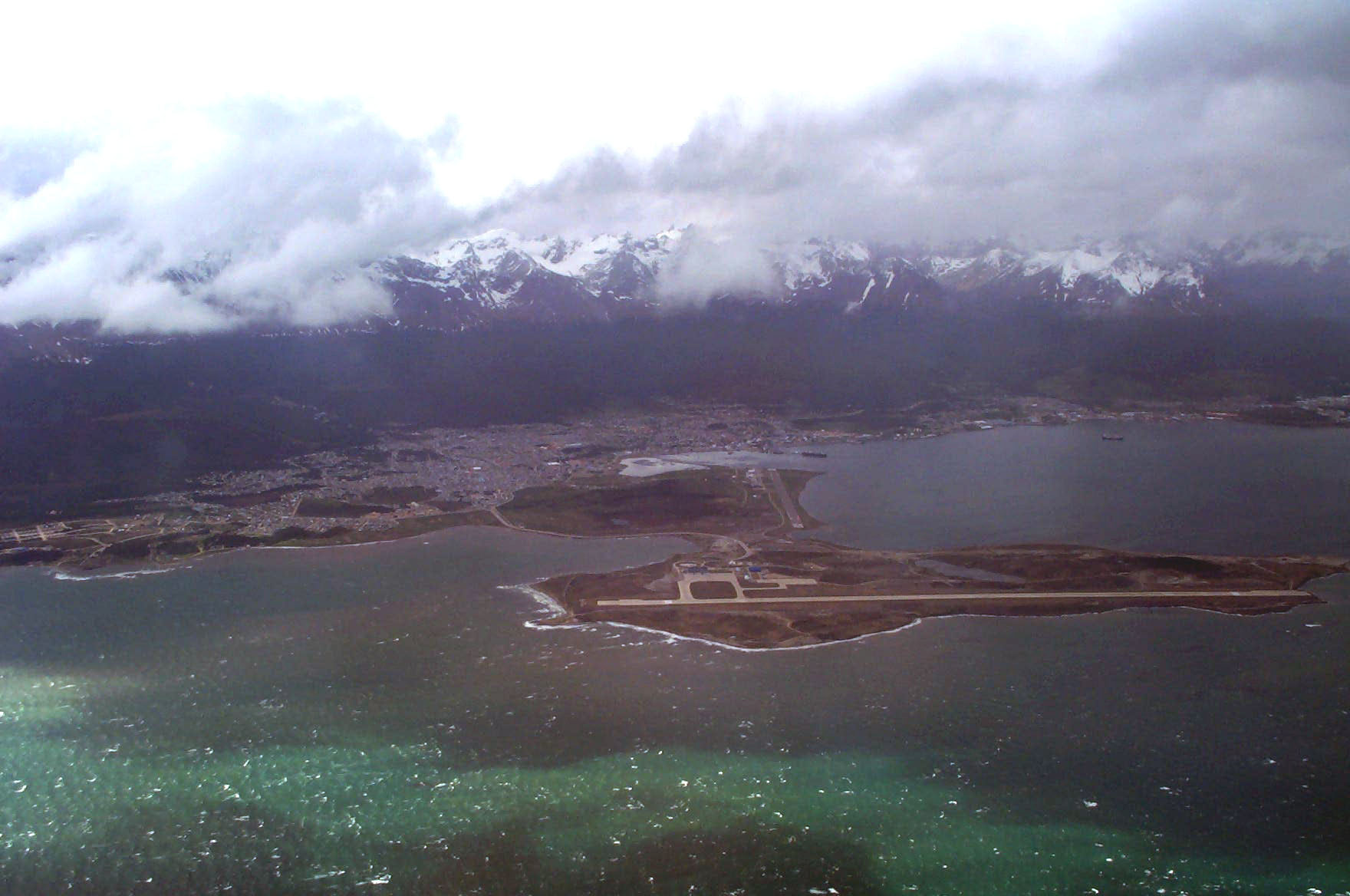
Aeropuerto Internacional Malvinas Argentinas.

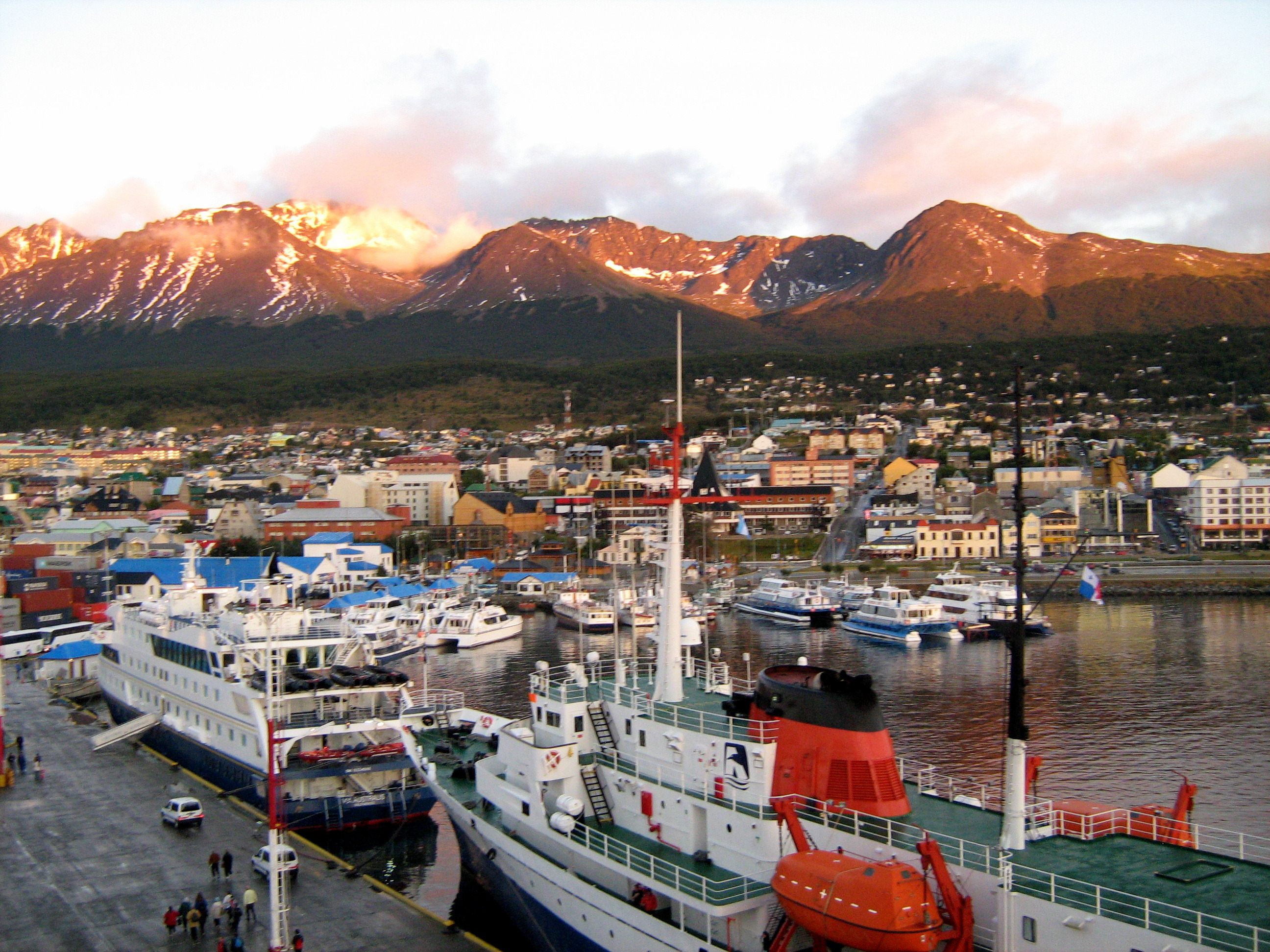
Puerto de Ushuaia en verano.

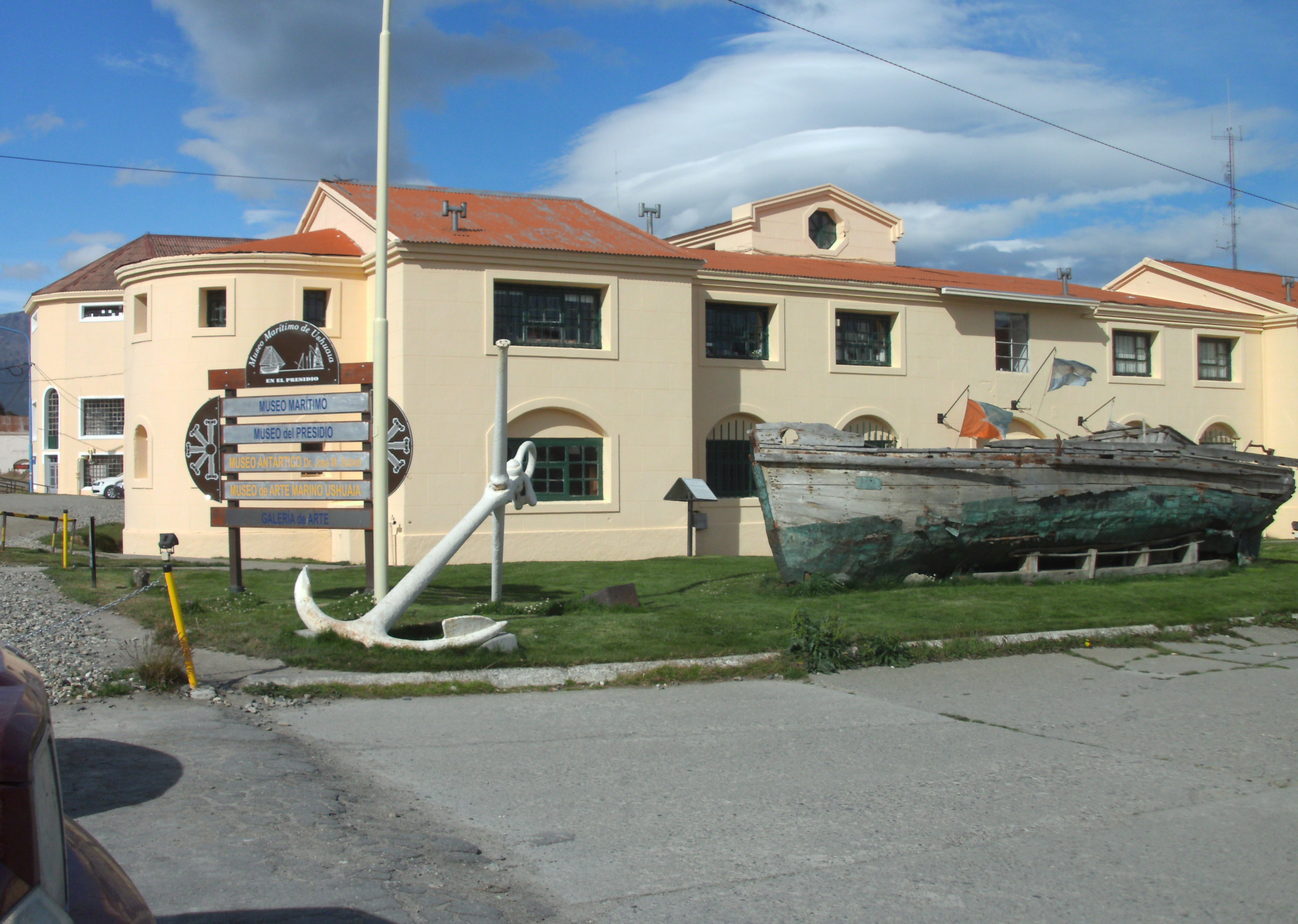
Museo del Presidio.

### Terrestre
La Ruta Nacional N.º 3 es la única vía de comunicación terrestre que pasa por Ushuaia hasta llegar a su final en Bahía Lapataia en el parque nacional Tierra del Fuego. Existen empresas privadas de transporte colectivo que hacen un recorrido Ushuaia - Tolhuin - Río Grande diariamente con amplia frecuencia horaria.
Colectivos
La ciudad de Ushuaia cuenta con 5 líneas de colectivos, todos controlados por la municipalidad.
- Línea A: Esta línea pasa costeando la ciudad de Ushuaia.(Perito Moreno, Facundo Quiroga, Maipú, etc)
- Línea B: Esta línea recorre por arriba de la ciudad.(Héroes de Malvinas, Magallanes, etc)
- Línea C: La línea C recorre desde el barrio Andorra hasta el Polivalente de arte (hay veces que pasa por la calle Maipú).
- Línea D: La línea D recorre el barrio Río Pipo Norte hasta la Av. Prefectura Naval
- Línea E: La Línea E hace su camino transitando la Av. Prefectura Naval y pasando por la Av. Leandro Alem

Para tener más información sobre el colectivo y sus líneas, puede encontrar en la aplicación "MI Bondi"

### Marítimo
- Puerto de Ushuaia: ubicado en la bahía Ushuaia, en la zona norte del canal Beagle, con un muelle de 550 m de longitud y 29 m de ancho. Arriban buques de transporte navales, barcos comerciales, turísticos y científicos. Es el segundo puerto del país (después del de Buenos Aires) en lo que respecta a tráfico de contenedores y el principal puerto del hemisferio sur. Al ser la puerta de entrada a la Antártida es también un importante puerto de cruceros turísticos, con casi 400 recaladas anuales. Los cruceros que visitan las islas Malvinas y la Antártida atracan en el puerto, entre ellos los de Princess Cruises, Holland America Line y Celebrity Cruises, que transitan entre Valparaíso (Chile), Buenos Aires y más allá.

- Muelle de Combustible Planta Orión: ubicado al este del puerto de Ushuaia. Su estructura es una plataforma de hormigón armado de 35 m de longitud por 15 m de ancho, utilizado para el ingreso de combustibles.[39]

### Aéreo
- Aeropuerto Internacional de Ushuaia Malvinas Argentinas
- Aeroclub Ushuaia: club para pilotos. Ofrece vuelos de bautismo y cursos para obtener el título de piloto privado, VFR controlado, vuelo nocturno, piloto comercial y piloto comercial de 1.ª.

## Cultura
Museos

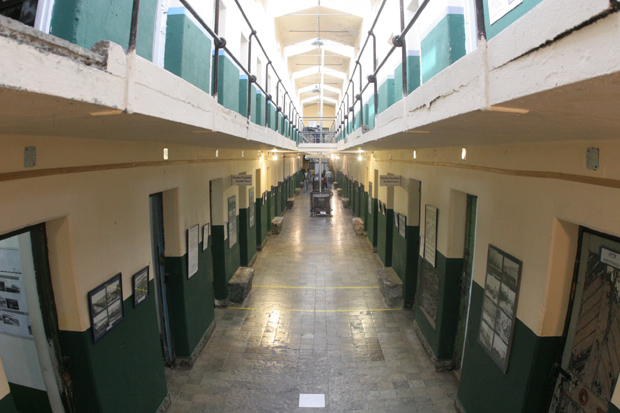
Pabellón 4. Museo del Presidio.

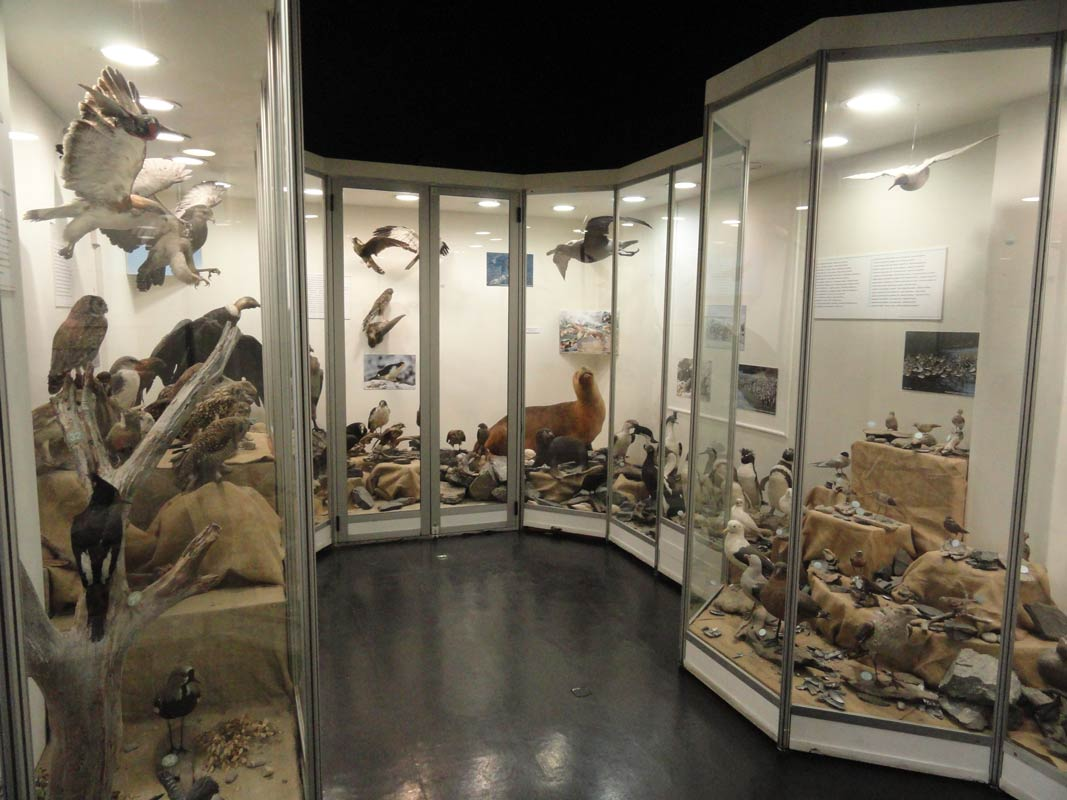
Representación de la fauna local en el Museo del Fin del Mundo, en Ushuaia

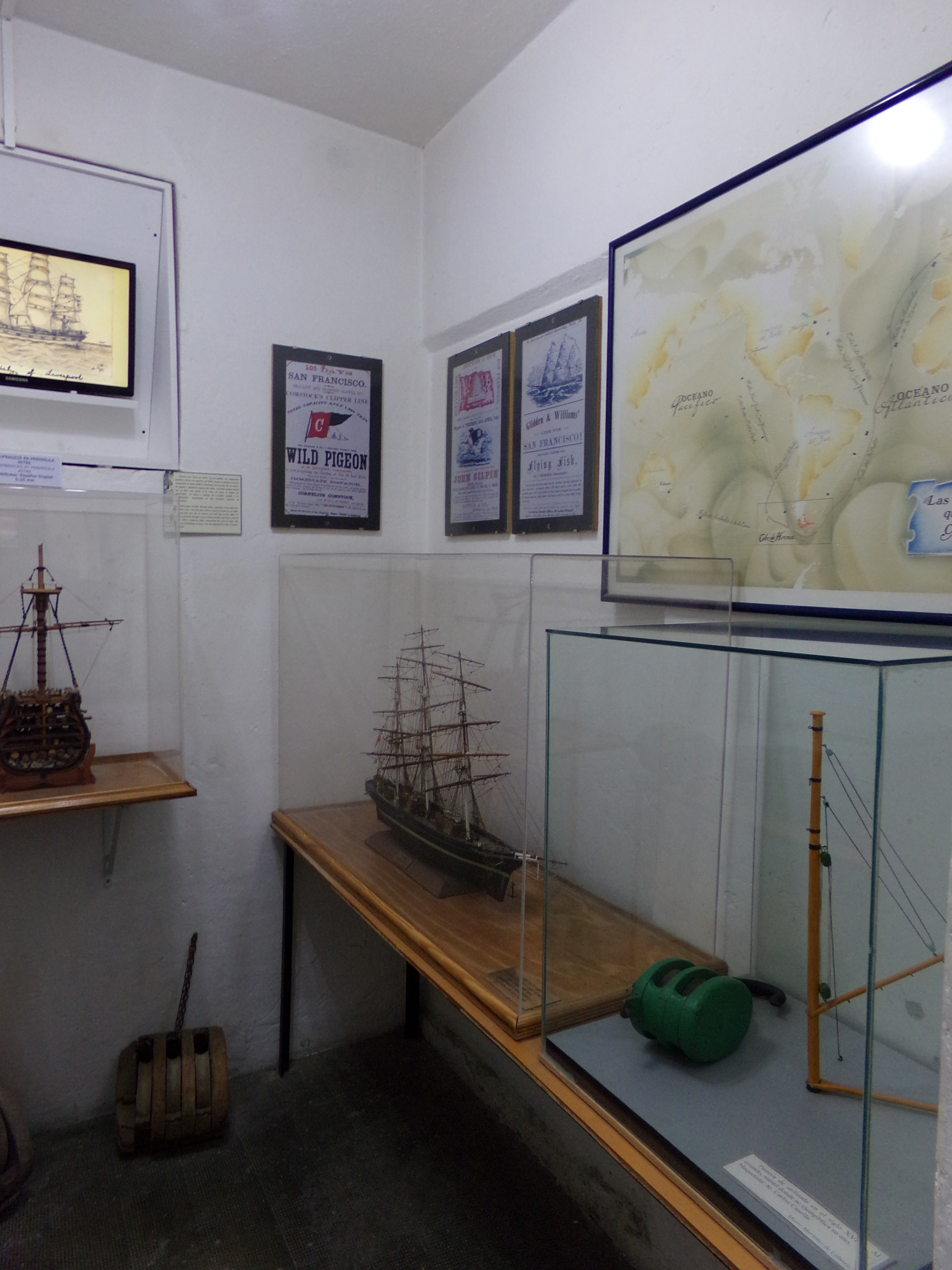
Detalle del Museo Marítimo de Ushuaia

- Museo Marítimo y del Presidio de Ushuaia: inaugurado el 3 de marzo de 1995. El edificio fue declarado Monumento Histórico Nacional por ley del Congreso de la Nación en abril de 1997.[40]
- Museo del Fin del Mundo: edificio construido por Manuel Fernández Valdés en 1903, fue entre 1915 y 1978 sede del Banco Nación. El museo fue inaugurado el 18 de mayo de 1979. A sus colecciones suma una completa biblioteca y librería sobre la región. La Fundación Hanis sostiene y coopera con el museo, permitiéndole desarrollar su labor.[41] Desde 2008 la Ex Casa de Gobierno de Tierra del Fuego funciona como anexo al museo.
- Museo Yámana.[42]
- Museo Acatushun - Estancia Harberton: museo de aves y mamíferos marinos australes, y de elementos utilizados por los pueblos originarios. Se halla ubicado a 85 km al este de Ushuaia.[43]
- Galería Temática "Pequeña Historia Fueguina"[44]

Instalaciones culturales
- Casa de la Cultura "Enriqueta Gastelumendi": inaugurada el 2 de septiembre de 1995, es el lugar donde se realizan espectáculos, seminarios y congresos. También ofrece talleres de teatro, tango, danzas clásicas y españolas, música, pintura, cerámica y escultura.[45]
- Antigua Casa Beban, actualmente reubicada en el "Paseo de los viejos pobladores". Construida a partir de 1911 con paneles prefabricados importados de Suecia, en avenida Maipú N.º 875. Fue vivienda familiar y luego el hotel "Las Goletas". Entre 1912 y 1915 fue sede del Banco Nación Argentina.[46][47] Fue declarada Casa del Bicentenario por decreto municipal.[48] Actualmente sirve de sede para exposiciones temporales.
- Paseo Artesanal, Ushuaia.
- Asociación Actuar (PJ N.º 532), donde se enseña teatro, mimo, títeres y danza.
- Biblioteca Popular Sarmiento.
- Biblioteca Popular Alfonsina Storni.
- Biblioteca Popular Anahí Lazzaroni.[49]
- Centro Cultural "Almafuerte".
- Galería de Arte del Museo Marítimo.
- Bosque Yatana Fundación Cultivar: arte y culturas nativas en un bosque joven de lenga ubicado en el centro de Ushuaia.

Festividades y eventos
- Primera quincena de enero: Hain Festival. Desde 2012 se celebra el festival, que reúne a diyéis y productores musicales locales e internacionales durante tres días y dos noches de acampe en el complejo turístico Harwuen, además de contar con otras actividades (talleres, feria artesanal y gastronomía).
- 22 de febrero: Día de la Antártida Argentina.[50]
- 2 de abril: Aniversario de la Gesta de Malvinas (Feriado Provincial).
- 26 de abril: Día de la Provincia de Tierra del Fuego, Antártida e Islas del Atlántico Sur.[51]
- 1° de junio: Aniversario de la Constitución Fueguina (Feriado Provincial).
- 21 de junio: Fiesta Nacional de la Noche más Larga. Se realiza durante el solsticio de invierno, cuando la noche se extiende por un período de alrededor de dieciocho horas. Las actividades comienzan el 20 a la espera de la medianoche y continúan el día siguiente. Aunque se celebra desde la década de 1970, fue reconocida como Fiesta Nacional en 1986.[52]
- Primeros días de agosto: Festival Nacional de Esculturas de Nieve.
- 11 de octubre: Día Nacional de la Patagonia.[53]
- 12 de octubre: Aniversario de Ushuaia.
- 25 de noviembre: Día del indígena fueguino.[54]
- Todos los años se organiza la cena de los antiguos pobladores para agasajar a aquellos que contribuyeron al crecimiento de la ciudad en épocas más difíciles y a sus descendientes.
- La «Bienal del Fin del Mundo»: desde 2007 Ushuaia es sede de la Bienal de Arte Contemporáneo del Fin del Mundo, una bienal de Argentina, creada y organizada por la Fundación Patagonia Arte & Desafío en el marco de su Proyecto Polo Austral de las Artes, las Ciencias y la Ecología. La Bienal del Fin del Mundo ha logrado en poco tiempo instalarse como uno de los eventos más importantes del Arte y la Cultura del Cono Sur y ha reunido a cientos de artistas de los cinco continentes, generando espacios de reflexión sobre temáticas ecológicas. Su lema fundacional es: "Pensar en el Fin del Mundo, qué otro mundo es posible..." Cuenta con un importante proyecto pedagógico que involucra a alumnos de todos los niveles con la consigna de poder "pensar un mundo mejor".[55]
- Otro de sus hitos culturales es el Festival Internacional de Ushuaia, que cada año reúne a algunas de las orquestas de música clásica más importantes del mundo. Participan, entre otros, la Filarmónica de Ushuaia, con la dirección de Jorge Uliarte. Fue elegido como uno de los eventos de la celebración del Bicentenario de Argentina, en 2010, haciendo hincapié en el tema Malvinas.[56]
- El Festival Internacional Gastronómico «Ushuaia a Fuego Lento», es un evento en el que se incluyen circuitos gourmets, clases de cocina, degustaciones y capacitación para profesionales. Se presentan platos sobre la base de cordero, trucha, merluza negra, mejillones, centolla, entre otros.[57]
- Festival Internacional «Jazz al Fin». Se lleva a cabo en el mes de junio, con participación de artistas locales, nacionales e internacionales. Incluye ciclos de cine y documentales, intervenciones urbanas, armado de vidrieras culturales, fotografía y clínicas para artistas y estudiantes.[58]
- Festival Iberoamericano de Nueva Narrativa Finn, cuyo objetivo es el intercambio entre autores de países iberoamericanos.[59]
- Festival de Cine de Montaña «Ushuaia shh…», con un programa cinematográfico donde se presenta una selección de películas del género de montaña de varios países. Incluye otras actividades como programas educativos y disertaciones, y premios al largometraje, al cortometraje, a la fotografía, a la aventura y al personaje.[60]

Gastronomía
Ushuaia cuenta con una gastronomía típicamente austral, en donde se puede degustar la tradicional centolla fueguina, la merluza negra, el abadejo y el besugo, mariscos y pescados, así como también el asado de cordero patagónico a la cruz.
Todos los años, durante el invierno, se realiza el Festival Internacional Gastronómico «Ushuaia a Fuego Lento». Es un evento en el que se incluyen circuitos gourmets, clases de cocina, degustaciones y capacitación para profesionales, con platos sobre la base de cordero, trucha, merluza negra, mejillones, centolla, entre otros.
Sin embargo, cabe destacar que la mayoría de la población de Ushuaia no consume mariscos. Estos consumen comidas típicamente de Argentina. Los alimentos más comunes que se consumen y que se pueden encontrar en cualquier casa de comida son las pastas, las pizzas, las empanadas, los guisos (de fideos, de arroz, etc.), las carnes vacunas, ensaladas, las comidas rápidas (hamburguesas, milanesas napolitanas), entre otros alimentos.
Música
- Rock Fueguino - Música y Cultura de Tierra del Fuego[61]

### Ushuaia en las artes
Cine
Muchos directores eligieron Ushuaia para filmar películas o rodar algunas escenas, por su paisaje o por su historia. Algunas de ellas son:
- 1979: El último amor en Tierra del Fuego, de Armando Bó, con Isabel Sarli. Película erótica con escenas en la nieve.
- 1992: El viaje,[62] del director Pino Solanas.[63]
- 2001: La fuga,[64] de Eduardo Mignogna. Incluye escenas rodadas en el Penal de Ushuaia.[65]
- 2002: Todas las azafatas van al cielo,[66] de Daniel Burman.[67]
- 2007: El viaje de Gordo al fin del mundo (Gordos Reise ans Ende der Welt),[68] del director alemán Uwe Müller.[69] Contiene escenas filmadas en diferentes lugares de la ciudad.
- 2008: Liverpool,[70] del director Lisandro Alonso.[71]
- 2011: Hermanitos del fin del mundo, de Julio Midú, protagonizada por Diego Topa, Muni Seligmann y Norma Pons.[72][73]
- 2013: La reconstrucción, de Juan Taratuto, con Diego Peretti
- 2015: El renacido, de Alejandro González Iñárritu, con Leonardo DiCaprio.[74][75]

Televisión
- LazyTown Extra (2009)[cita requerida]
- La vida sigue (novela brasileña) (2011)[cita requerida]

Música
- Ushuaia de amor, de R. Ayala, interpretado por Daniel Altamirano como solista, quien formó parte de los grupos folclóricos «Los Altamirano» y «Los de siempre».[76]
- Ushuaia, de Fito Páez.[77]
- Ushuaia en rojo, de Vodevil.

## Educación
La ciudad cuenta con una delegación de la Universidad Nacional de la Patagonia San Juan Bosco, donde se imparten carreras de las Facultades de Ingeniería, Humanidades y Ciencias Sociales y Ciencias Económicas. Esta sede fue creada en el año 1985, cuenta con aproximadamente 1150 alumnos (2003) y su infraestructura edilicia es de 900 m². Las carreras disponibles son: Licenciatura en Informática, Analista Programador Universitario, Licenciatura en Turismo, Técnico en Turismo, Licenciatura en Ciencia Política (a distancia), Contador Público Nacional y Técnico Universitario Contable. Esta sede de dicha universidad la transforma en la más austral del mundo. En 1994 se inauguró el Colegio Nacional de Ushuaia.
Para el año 2009 la cantidad de ingresantes aumentó dramáticamente, debido al factor económico, ya que la crisis mundial que derrumbó el precio internacional del petróleo puso dudas sobre el futuro del mercado laboral primario en la región.
El 28 de mayo de 2009 comenzó el debate que terminó decidiendo que la sede de Ushuaia debería convertirse en un período corto de tiempo en una nueva universidad, la Universidad Nacional de Tierra del Fuego. Esto se debe a la presión que ejercieron los diputados fueguinos ante el Congreso y por problemas presupuestarios.[cita requerida]

## Turismo

### Ciudad más austral del mundo
Ushuaia tiene 82 615 habitantes y se presenta oficialmente como "la ciudad más austral del mundo". La ciudad chilena de Punta Arenas, con 131 592 habitantes, también utilizó ese calificativo con fines promocionales e identitarios, a pesar de estar situada más al norte que Río Grande. También se asocia con ese eslogan a Puerto Williams, ubicado más al sur que Ushuaia. Sin embargo, la condición de ciudad de esta última permanecía en discusión hasta mayo de 2019, cuando el Instituto Nacional de Estadísticas de Chile modificó la normativa para considerar ciudad a "aquellos centros urbanos con más de 5.000 habitantes, excepto aquellos que cumplan con la característica político-administrativa de capital regional o provincial"; en este último punto, Puerto Williams cambió su denominación de poblado a ciudad, pero no cumple con los criterios de clasificación de asentamientos humanos de la ONU para ser considerado una ciudad.

### Centros invernales
Complejo invernal Martial

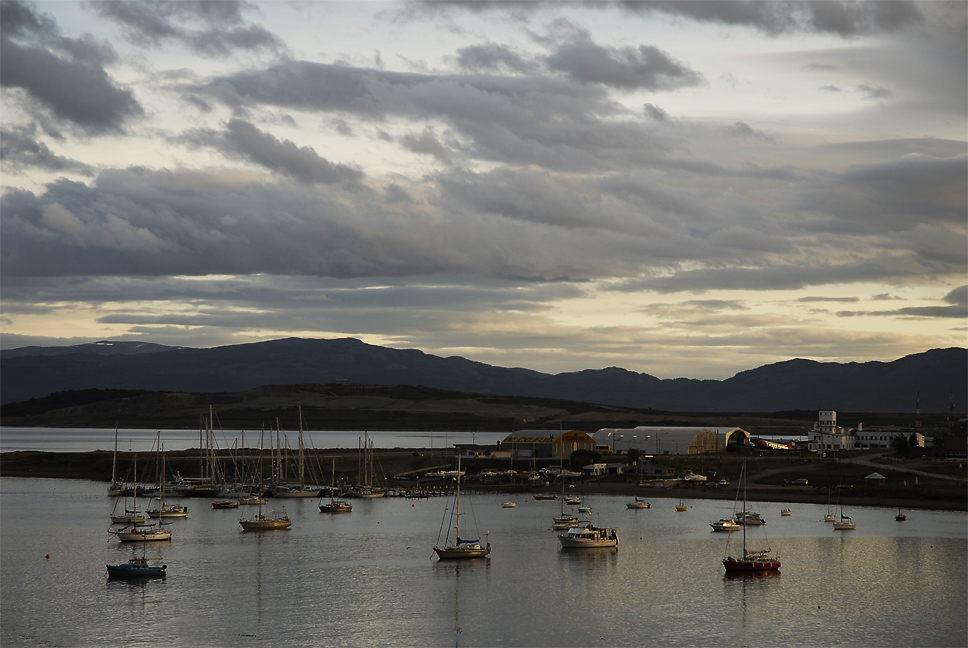
Ushuaia en verano

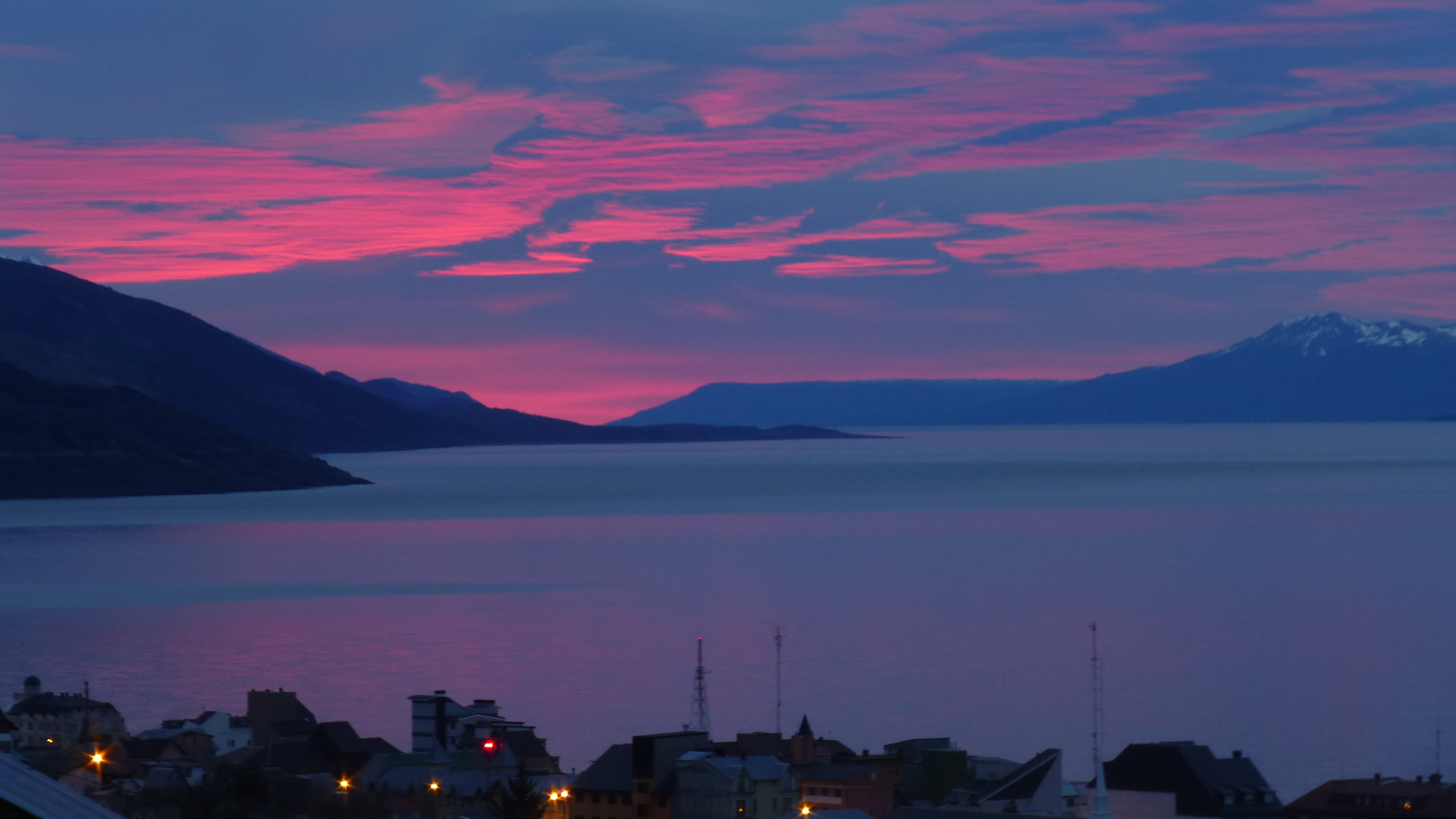
Amanecer en el canal Beagle frente a Ushuaia.

Su ingreso está dentro de la ciudad. Se encuentra ubicado al pie del glaciar Martial, a 7 km del centro. Se practican deportes invernales como esquí alpino, snowboard y descenso en trineo, en una pista principal de 1300 m y tres secundarias. Cuenta con una escuela de esquí, confitería y una aerosilla con un recorrido de alrededor de 1100 m. Es el centro de esquí más austral del mundo.
Cerro Castor
El centro de esquí Cerro Castor está ubicado a 26 km de Ushuaia. Su temporada se extiende desde junio hasta octubre (la temporada más larga de todo el hemisferio) y es uno de los lugares más visitados por los turistas que viajan a la capital fueguina. Cuenta con 24 pistas de esquí de diferentes niveles y 9 medios de elevación, los cuales pueden transportar hasta 9500 personas por hora. Una de las aerosillas en su parte baja cruza la Ruta Nacional n.º 3, al igual que una de las pistas de mayor dificultad.
Solar del Bosque
A 20 km de Ushuaia, cuenta con la posibilidad de realizar esquí de fondo, caminatas con raquetas de nieve, paseos en snowcats (motos de nieve) y safaris fotográficos.
Tierra Mayor
A 21 km de la ciudad, se puede realizar esquí de fondo, paseos en snowcats y trineos tirados por perros, y patín sobre hielo.
Complejo Villa Las Cotorras
A 25 km de Ushuaia, cuenta con un restaurante con menú típico fueguino, cabañas y hotel, criadero de siberian huskies, museo de flora, fauna, historia fueguina y equipos de montaña históricos.
Centro de Actividades Invernales Ushuaia Blanca
Ubicado dentro de la Villa Las Cotorras. Allí se realiza esquí de fondo, senderismo con raquetas de nieve con o sin guía, y paseos en deslizadores de nieve, troika (trineo) y snowcat.
Haruwen
A 35 km de la ciudad. Las actividades de invierno realizadas allí son esquí de fondo, paseos en motos de nieve y deslizadores, caminatas con raquetas para nieve, snow-surf (snowboard tirado con moto de nieve) y excursiones a la Cascada de las Cuevas y al Cerro Castor. En verano, la oferta es el avistaje de castores, recorridos en cuatriciclos y salidas especiales.

### Lugares históricos
Plaza Cívica 12 de Octubre

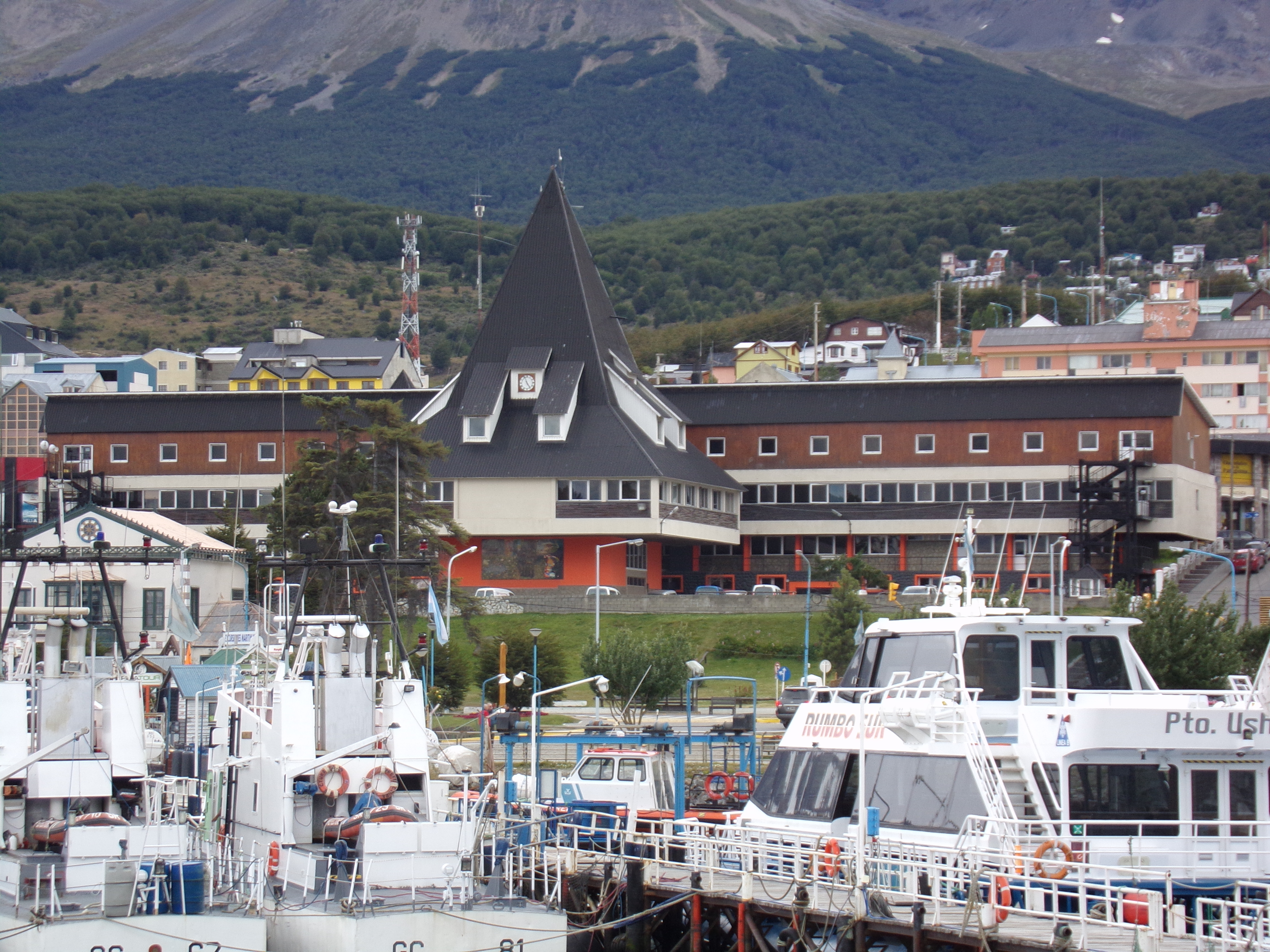
Edificio de la Gobernación de la provincia en la ciudad de Ushuaia, con arquitectura típica de la zona.

Conmemora la inauguración de la Subprefectura de Ushuaia en 1884, fecha que se toma como fundación oficial de la ciudad. En ella se encuentra el Obelisco que recuerda el lugar donde se izó por primera vez en la Tierra del Fuego la Bandera Nacional.
Penal de Ushuaia
Se lo conoce también como "Cárcel de Reincidentes" o "El Presidio de Ushuaia".
Funcionó entre los años 1904 y 1947. Tuvo una importancia que trascendió la historia regional, puesto que funcionó como institución del Gobierno Nacional, y alojó penados muy conocidos en su momento por su peligrosidad. También alojó en distintas épocas a detenidos políticos de actuación nacional. La Cárcel de Reincidentes fue declarada "Monumento Histórico Nacional" mediante la Ley 24.818, de abril de 1997.
Actualmente es ocupado por cuatro museos abiertos al público. Está ubicado en el predio de la Armada Argentina, en calles Yaganes y Gobernador Paz.
Ex Casa de Gobierno de Tierra del Fuego
Construida en 1894 como residencia del Gobernador, fue posteriormente utilizada como sede del Gobierno y como Departamento de Policía. Fue transitoriamente Sede de la Convención Constituyente Provincial y sede del nuevo Poder legislativo. Funcionaron en ella la Sala de Sesiones y algunas oficinas de la Legislatura Provincial. Actualmente es un museo abierto al público, situado en avenida Maipú N.º 465, que funciona como anexo del Museo del Fin del Mundo. Fue declarada "Monumento Histórico Nacional" en 1983.
Iglesia Parroquial de Ushuaia
Fue inaugurada al culto católico en 1898, y refaccionada 100 años después. En 1947 fue reemplazada por el nuevo templo de Nuestra Señora de la Merced, cuando debió suspenderse su funcionamiento debido a su deterioro. Desde la restauración mencionada, está habilitada al culto. Se encuentra en la avenida Maipú N.º 939. Fue declarada Monumento Histórico Nacional en 1999.
Casa Ramos
Construida hacia 1920 por la familia Ramos, fue vivienda familiar y comercio de ramos generales. Hoy pertenece a la Policía Provincial. Presenta originales ornamentaciones talladas en madera, supuestamente realizadas por los presos. Constituye un ejemplo de casa típica de 1920. Su domicilio es avenida Maipú N.º 363. Fue declarada Monumento Histórico Nacional en 1999.

### Otros lugares de interés
Tren del Fin del Mundo

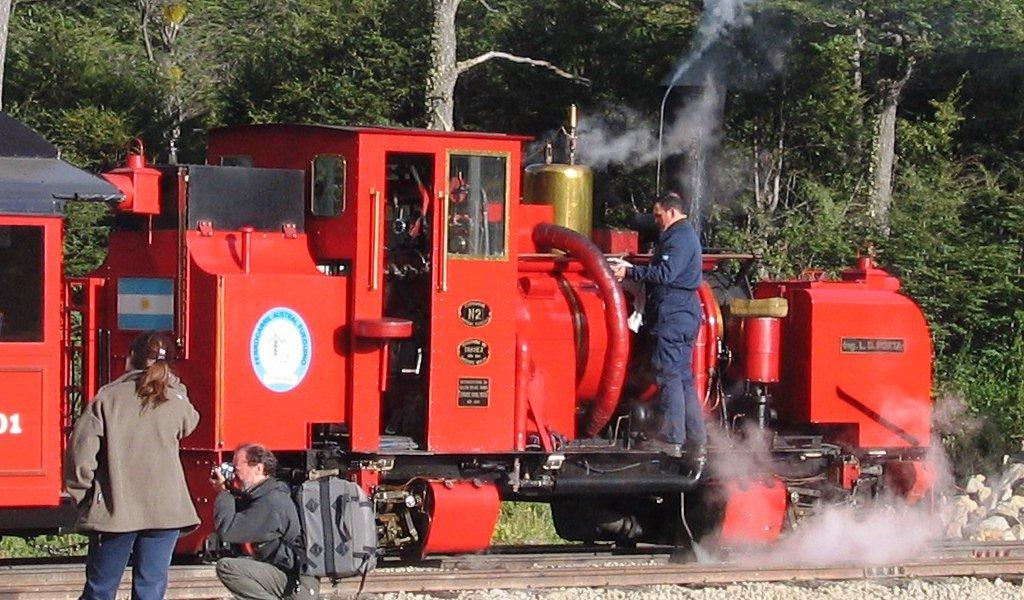
Locomotora Porta del FCAF, Estación Cascada Macarena

El denominado "Tren del Fin del Mundo" es un emprendimiento privado con finalidad turística, inaugurado en octubre de 1994.
Tiene la finalidad de recrear la parte final del recorrido del "tren de los presos", según las condiciones de la década de 1910.
El ferrocarril original fue construido por los penados de la Cárcel de Reincidentes, y se extendía desde dicha cárcel hacia la zona boscosa al oeste de la ciudad, con el objeto de extraer leña para calefacción y madera para construcción. El recorrido original era de unos 25 kilómetros, y los vagones eran entonces simples plataformas descubiertas, que rodaban en una vía de tipo Decauville, de 60 cm de trocha.
El tren hace actualmente el recorrido de los últimos 7 kilómetros del trayecto original, por el valle del Río Pipo, penetrando en el parque nacional Tierra del Fuego. Se utilizan vagones cubiertos, arrastrados por pequeñas locomotoras construidas a semejanza de las originales.
El recorrido se inicia en la Estación del Fin del Mundo, que se encuentra a 8 km al oeste de la ciudad, a la altura del kilómetro 3.065 de la Ruta Nacional N.º 3. El tren recorre el sendero que hacían los presidiarios a principios del siglo XX, llegando hasta la «Estación Parque Nacional», con una parada intermedia en la estación "Cascada Macarena".
Parque nacional Tierra del Fuego
Fue creado en 1960, por Ley 15.554. Tiene una superficie de 68.909 hectáreas (equivalentes a 689 km²) de bosque andinopatagónico, con costas sobre el Canal Beagle, siendo el primer parque nacional de Argentina situado sobre la costa marina. Es también el más meridional del país.
Ocupa un área poligonal de aproximadamente 15 km de ancho en sentido este-oeste, y 46 km en promedio de largo norte-sur.
Está ubicado a 12 km al oeste de Ushuaia con acceso por la Ruta Nacional N.º 3. Su límite Oeste es la línea de frontera entre Argentina y Chile, y su límite norte, la Sierra de Injoo Goiyin o de Beauvoir. Está atravesado por varios cordones montañosos de la Cordillera de Los Andes, y por el Lago Fagnano, todos ellos accidentes geográficos de orientación Oeste - Este. La parte situada al norte del Lago Fagnano, en la sierra de Beauvoir, pertenece a la cuenca de desagüe del Océano Pacífico. El sector ubicado al sur de la Cordillera desagua al Canal Beagle.
Predomina un clima húmedo con precipitaciones, en invierno de nieve. Alberga más de veinte especies de mamíferos y noventa especies de aves. De toda su extensión, solamente dos mil hectáreas están abiertas al público, en el sector costero. Fue creado con el fin de preservar la vegetación subantártica y conservar una pequeña muestra del ambiente de las costas marinas del gélido canal Beagle.
En el Parque existen también ejemplares de fauna exótica, como el conejo europeo, el castor, la rata almizclera y el zorro gris. Los dos primeros se consideran plagas que impactan seriamente la vegetación nativa.
Base Naval "Almirante Berisso"
Sede del Comando del Área Naval Austral. En su predio se encuentra el edificio de piedra del antiguo Presidio Militar y ex cárcel de reincidentes en el que actualmente funciona el Museo Marítimo y del Presidio de Ushuaia. También cuenta con los edificios del Hospital naval, Cine Packewaia, Antigua escuela de la Base y la sede de la Asociación de Arquitectos de Ushuaia, en una casa típica construida por los penados para la familia Blanco y recientemente recuperada.
Muelle turístico Eduardo Brisighelli
Desde él parten las excursiones marítimas por el canal Beagle; hay puestos de información turística y venta de excursiones.
Plaza Islas Malvinas
Contiene el mural escultórico Héroes de Malvinas, Monumento Histórico Nacional declarado por la ley 25.384, sancionada el 30 de noviembre de 2000 y promulgada el 3 de enero de 2001. La plaza y el mural homenajean a los caídos en la guerra de 1982. En 2012 se agregó un cenotafio y en 2015 una imagen de Nuestra Señora de Malvinas.

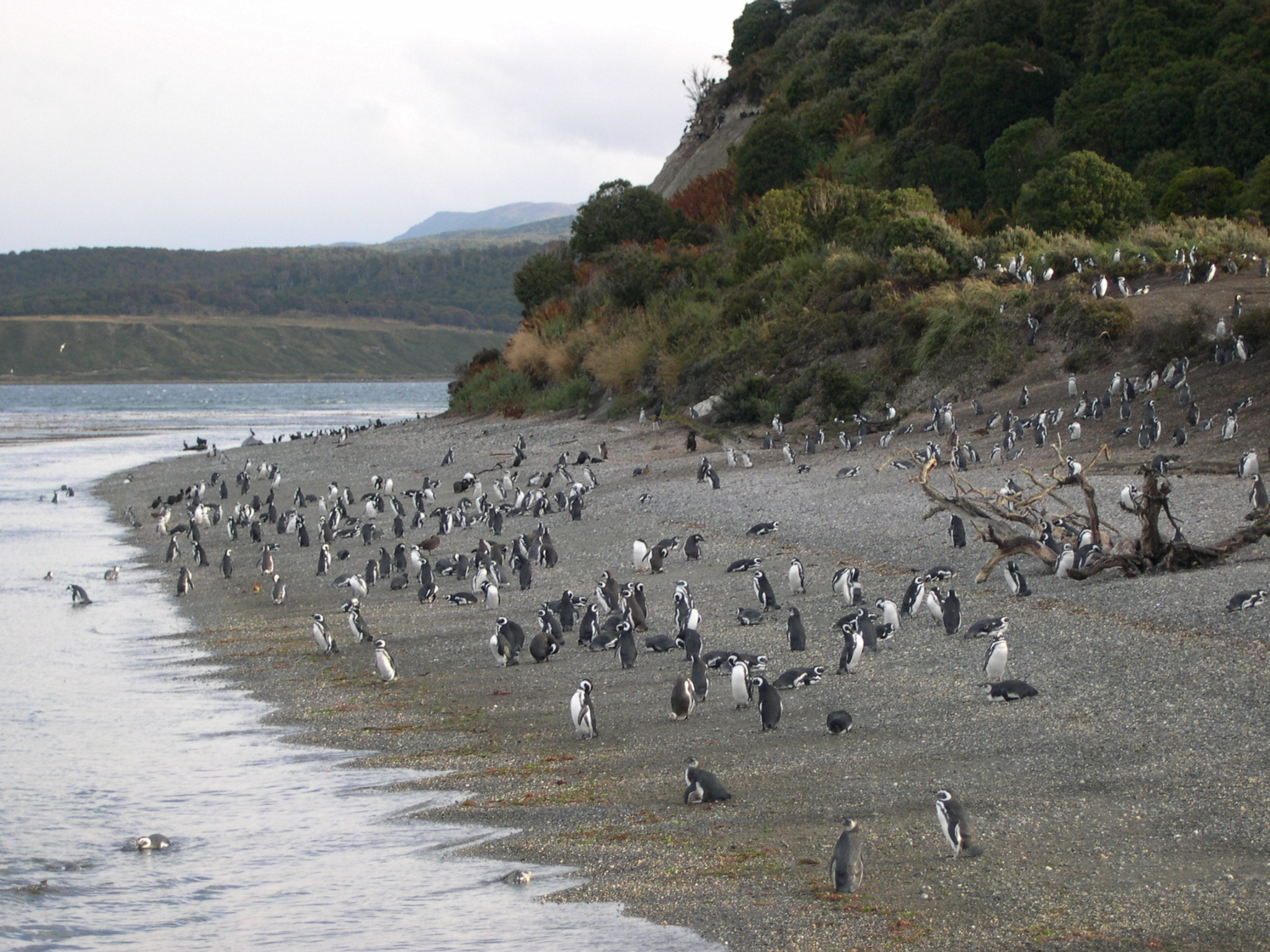
Pingüinera de la isla Martillo; puede ser visitada en una excursión turística que navega el canal de Beagle.

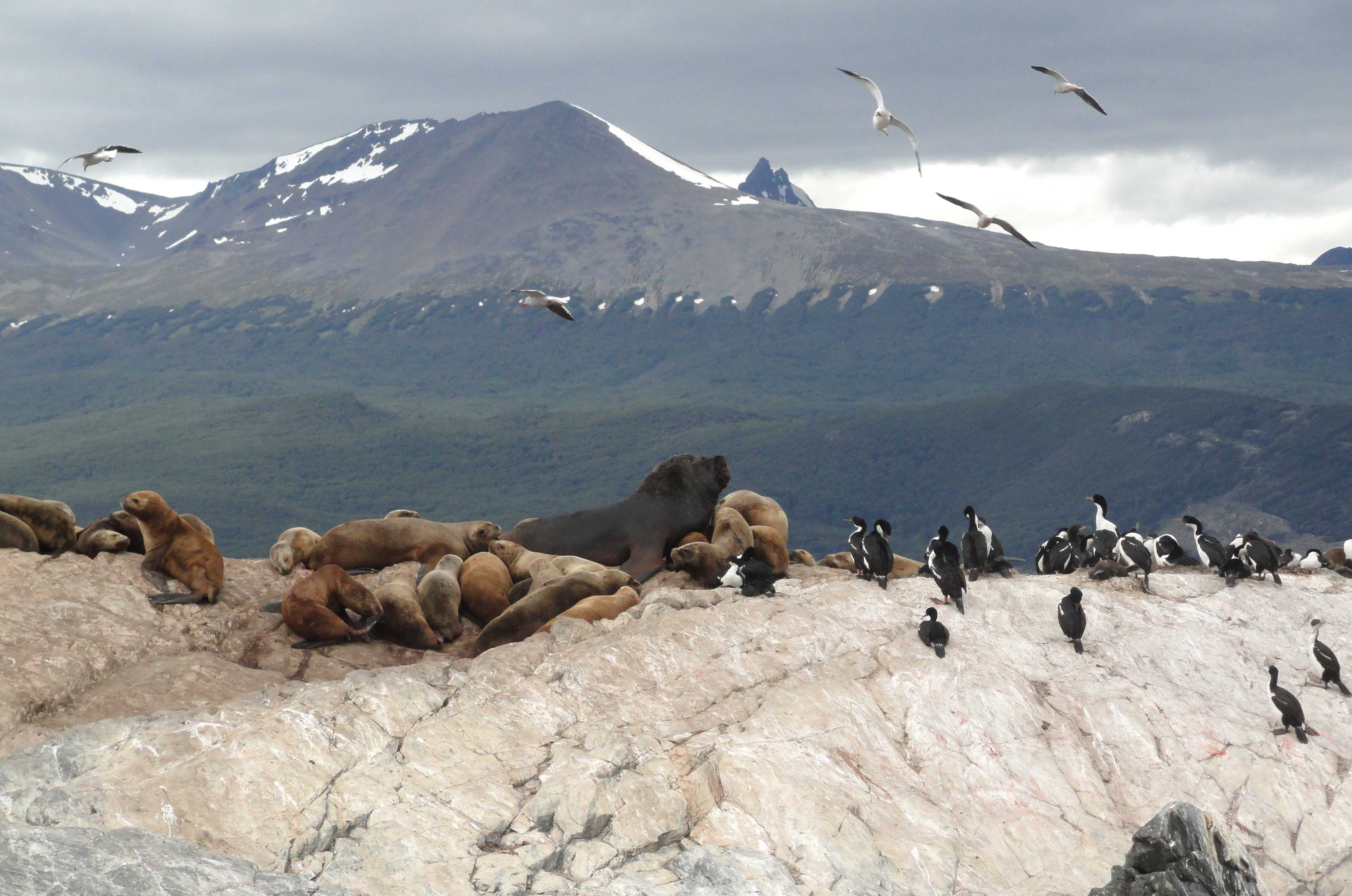
Colonia de lobos marinos en el canal Beagle.

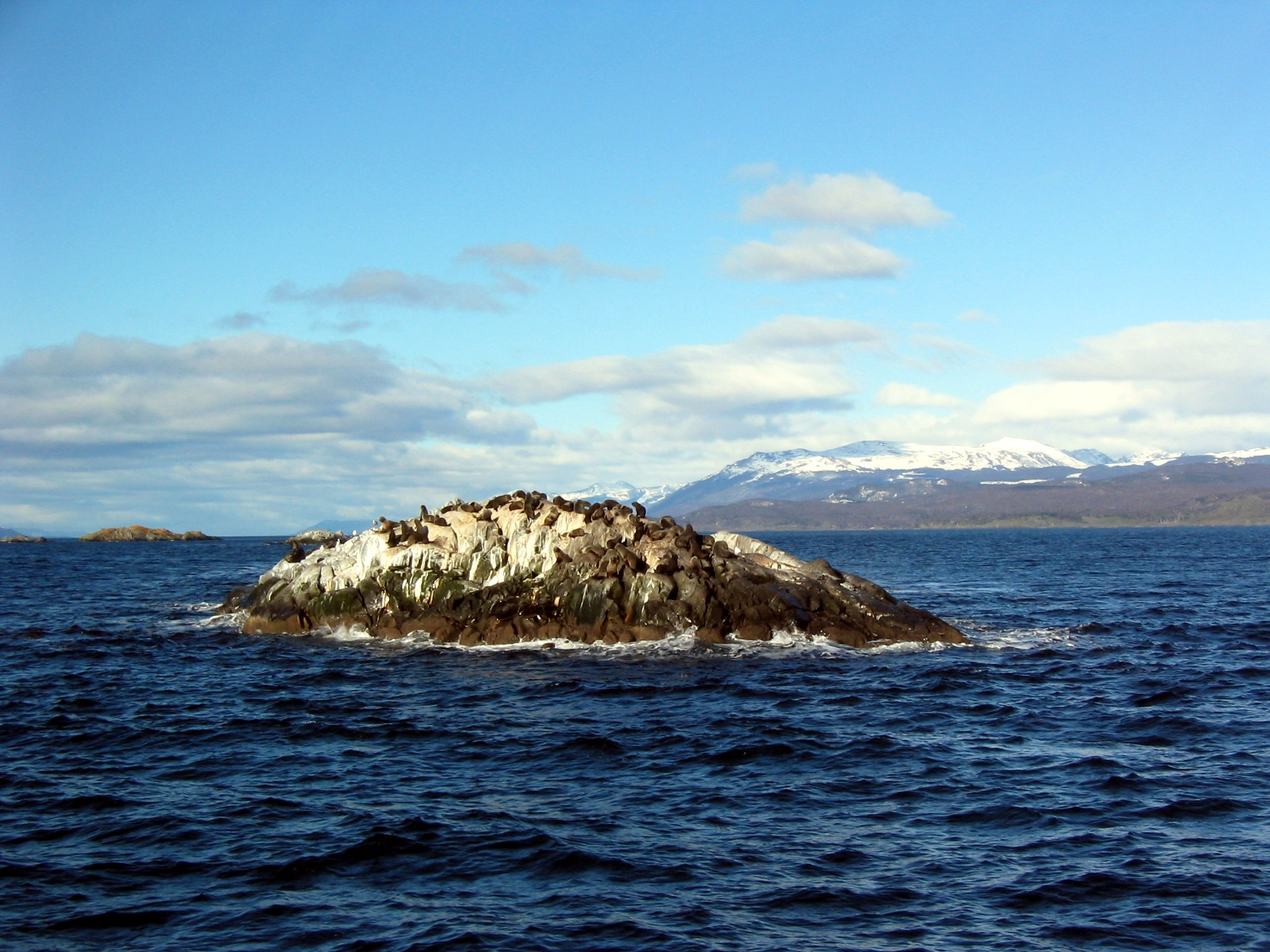
La isla de Los Lobos puede ser visitada en excursiones turísticas que navegan el canal Beagle.

## Deportes
La comunidad deportiva de Ushuaia mantiene vivo el interés por una gran cantidad de deportes, de muy variada naturaleza, como resultado de la confluencia de distintas comunidades inmigrantes, con las vivencias tradicionales de los deportes propios del lugar. Estos, a su vez, reflejan las posibilidades que brinda el singular paisaje ushuaiense: la Cordillera de los Andes vecina al Canal Beagle. Estos escenarios son apropiados para los denominados "deportes regionales", como son: el montañismo (en sus modalidades de escalada en roca o hielo), el senderismo, las distintas variantes del esquí de descenso, el esquí de fondo, el biatlón, (que combina esquí de fondo con tiro al blanco), el esquí de travesía, el "snowboarding", el patinaje y el hockey sobre hielo, la pesca deportiva, la náutica en todas sus variantes, (remo, vela o motor), el buceo, etc.
Tienen creciente desarrollo los nuevos deportes llamados "extremos", o "de aventura", como la bicicleta de montaña ("mountain bike") y los combinados, como el triatlón de verano (combinación de pedestrismo, ciclismo y canotaje) o el triatlón de invierno (en nieve, combinando pedestrismo, ciclismo y esquí de fondo).
A esta corriente deportiva regional se suman deportes muy populares o generalizados en el resto del país, e introducidos como parte de las costumbres deportivas de los nuevos pobladores, como son el fútbol en cancha abierta o de salón, el baloncesto, rugby, tenis, pádel, atletismo, pedestrismo, golf, esgrima, ciclismo, patín sobre ruedas, hockey pista, tiro al blanco, judo, karate y otras variantes de artes marciales, voleibol, balonmano, bochas, ajedrez, pato, etc. Aun cuando muchos de estos deportes se practicaban ya en la Ushuaia anterior al crecimiento poblacional, solamente existía un reducido número de clubes y de deportistas.
Una actividad importante es realizada también a través de los deportes mecánicos, como el automovilismo en pista o en rutas, el karting, los cuatriciclos y el motociclismo.
Si bien el ambiente natural montañés con nieve y hielo favoreció históricamente la práctica de los mencionados deportes invernales, en contraposición a ello, el clima riguroso, frío y ventoso no ha sido favorable a la práctica generalizada de los deportes de canchas en espacios abiertos, por lo cual se generalizó la práctica de muchos de ellos en gimnasios cerrados. Por otro lado, la carencia de terrenos apropiados en tamaño limitó también el desarrollo de la infraestructura deportiva, lo que desalentó el crecimiento de no pocas entidades. Por ello, el estado municipal asumió en distintas épocas la construcción de gimnasios cubiertos, canchas cubiertas, piletas de natación, patios de juego, un patinódromo, una cancha abierta de fútbol de césped sintético, una pista oval de atletismo, una cancha de rugby de césped natural, etcétera, para construir los escenarios que, por su costo o complejidad, escapan a las posibilidades de las entidades privadas.
Los aportes más recientes y significativos son la pista de hockey y patinaje sobre hielo con medidas olímpicas que es única en Sudamérica, inaugurada en 2009; el Polo deportivo del valle de Andorra, inaugurado en abril de 2014. y la remodelación del Polo deportivo "Pioneros Fueguinos", inaugurado en septiembre de 2015.
Entidades deportivas y federaciones
Según información oficial, existían en febrero de 2016 120 entidades reconocidas por la Inspección General de Justicia, entre las cuales pueden citarse:
- Federación Ushuaiense de Fútbol de Salón;
- Federación de Básquet de Tierra del Fuego.
- Liga Ushuaiense de fútbol
- Ateneo Fútbol Club;
- Asociación Ushuaiense de Karate Do Shotokan;
- Asociación de Taekwondo ITF:
- Asociación de Sipalki y Gunkido;
- Asociación Civil Deportiva Los Cuervos del Fin del Mundo;
- Asociación Esgrima Fueguina:
- Federación Aikikai Argentina;
- Asociación de Tenis Fin del Mundo;
- Club Social y Deportivo Oshovia;
- Los Ñires Hockey Club;
- Asociación Civil Centro Galicia de Residentes Españoles:
- Asociación Club Las Águilas;
- Ushuaia Golf Club: Ubicado en Ruta 3, valle del río Pipo, rodeado por un paisaje natural que invita al relax, tiene una cancha de nueve hoyos, con greens rodeados por el río Pipo, el que le agrega exigencia al juego. La temporada es de octubre a mayo.[100][101]
- Ushuaia Rugby Club, fundado en 1981.
- Club Andino Ushuaia, fundado en 1956.[102]
- Asociación Fueguina de Actividades Subacuáticas y Náuticas (A.F.A.S. y N.).
- Club Náutico Ushuaia, fundado en 1972.
- Asociación de Caza y pesca.
- Tiro Federal 2 de abril.
- Aero Club Ushuaia, fundado en 1954.[103]

Eventos deportivos
- Copa Fin del Mundo de hockey sobre hielo: Es un campeonato que se realiza anualmente en el mes de julio en la pista municipal de medidas olímpicas «Carlos Tachuela Oyarzún»,[104] situada en la ciudad de Ushuaia. Participan varios equipos de distintas provincias, clubes y categorías, así como también equipos internacionales, a partir de la IX edición (2013). Es organizado por la Federación Argentina de Hockey sobre Hielo.[105] Hasta 2015 se han realizado 11 ediciones.[106]

- Acuatlón: En julio de 2014 se llevó adelante la primera prueba de acuatlón en Ushuaia. Fue la primera edición que combinaba distancias de natación, que se hicieron en el natatorio “Ana Karelovic”, y pedestrismo, realizado en un circuito serpenteante trazado en el gimnasio “Cochocho” Vargas.[107]

- Campeonatos nacionales de esquí de fondo. La Federación Argentina de Ski y Andinismo (F.A.S.A.) organiza regularmente en cada temporada invernal el Campeonato Argentino de Esquí de fondo, en sedes rotativas, siendo una de ellas Ushuaia. El Club Andino Ushuaia, en su carácter de afiliado a la F.A.S.A., es designado para organizar dichos campeonatos anuales, utilizando la pista homologada "Francisco Jerman", ubicada dentro del ejido de la ciudad. Igualmente se disputan allí algunas de las carreras del campeonato fueguino, alternadas con las disputadas en la zona de los centros invernales fuera de la ciudad.

- Torneos de Seven a Side de Rugby "Del Fin del Mundo". Lo organiza anualmente el Ushuaia Rugby Club y corresponde a 2015 la edición N.º 19. Ya es un clásico del deporte fueguino, que se afirmó continuamente en la aceptación de los rugbistas locales y de otras importantes figuras del resto del país.[108]

- Marchablanca de Ushuaia. Se trata de una marcha de esquí de fondo, abierta a la participación popular y también a profesionales, que se realiza anualmente en el mes de agosto, en el valle de Tierra Mayor, a unos 25 km de la ciudad. Tiene recorridos alternativos para las diferentes categorías de deportistas (desde 3 hasta 21 km) y brinda opciones de marcha recreativa y también competitiva. Fue creada en la década de 1980 por el Club Andino Ushuaia, propulsada por un grupo de aficionados locales y con carácter recreativo. Pero desde entonces ha ido ganando en participación y en calidad organizativa, ofreciendo, sin perder su carácter original, una variante de competencia de élite, hasta el punto de obtener el respaldo de la Federación Internacional de Esquí (F.I.S), y el concurso de muchos esquiadores de categoría olímpica. En la 28.ª edición de 2014 participaron unos 480 esquiadores;[109] y en la 29.ª edición, en 2015, participaron esquiadores de 20 nacionalidades distintas.[110] El canal de divulgación Encuentro produjo un documental de 25 minutos alusivo a este evento, titulado Tierra de fanáticos.

## Ciudades hermanadas
Ushuaia está hermanada con las siguientes ciudades:
- Eilat, Israel, por el Convenio de Hermandad y Cooperación Recíproca firmado en 1995.[112] Ambas son las ciudades más australes de sus respectivos países y son turísticas.[113]
- Barrow (Alaska), Estados Unidos. Localidad más boreal del continente americano.[112]
- Punta Arenas, Chile, por el convenio de hermandad de fecha 21 de junio de 1995. Ambas están hermanadas, siendo Punta Arenas la ciudad continental más austral del mundo y Ushuaia la ciudad insular más austral del mundo.[112]
- João Pessoa, Brasil.[114] Mientras que Ushuaia es la ciudad más austral del planeta, su hermana João Pessoa es la más oriental de América.[115]
- Santos, Brasil, por el Acta de Hermanamiento y Cooperación entre la Prefectura de Santos y la Municipalidad de Ushuaia del 22 de septiembre de 1994.[112]
- Hammerfest, Noruega. Ciudad más boreal del mundo.
- Nuuk, Groenlandia.[112]
- También hay una propuesta de hermanamiento entre Ushuaia y Lacio, Italia.[112]
- San Miguel de Allende, México[116]

## Parroquias de la Iglesia católica en Ushuaia
| Diócesis   | Río Gallegos                                                    |
| ---------- | --------------------------------------------------------------- |
| Parroquias | Nuestra Señora de la Merced, Sagrada Familia, María Auxiliadora |

## Galería

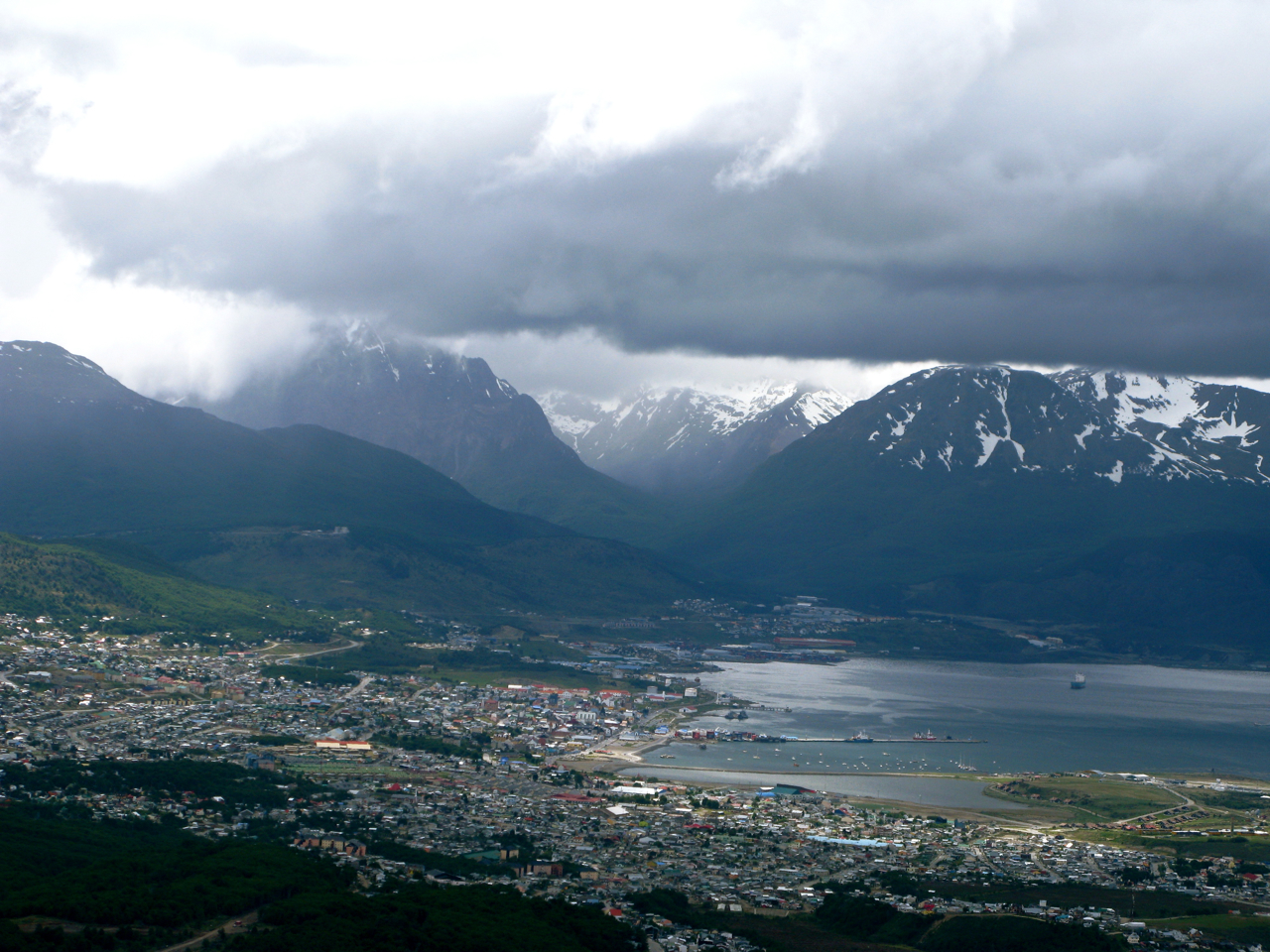
Vista general sobre Ushuaia.
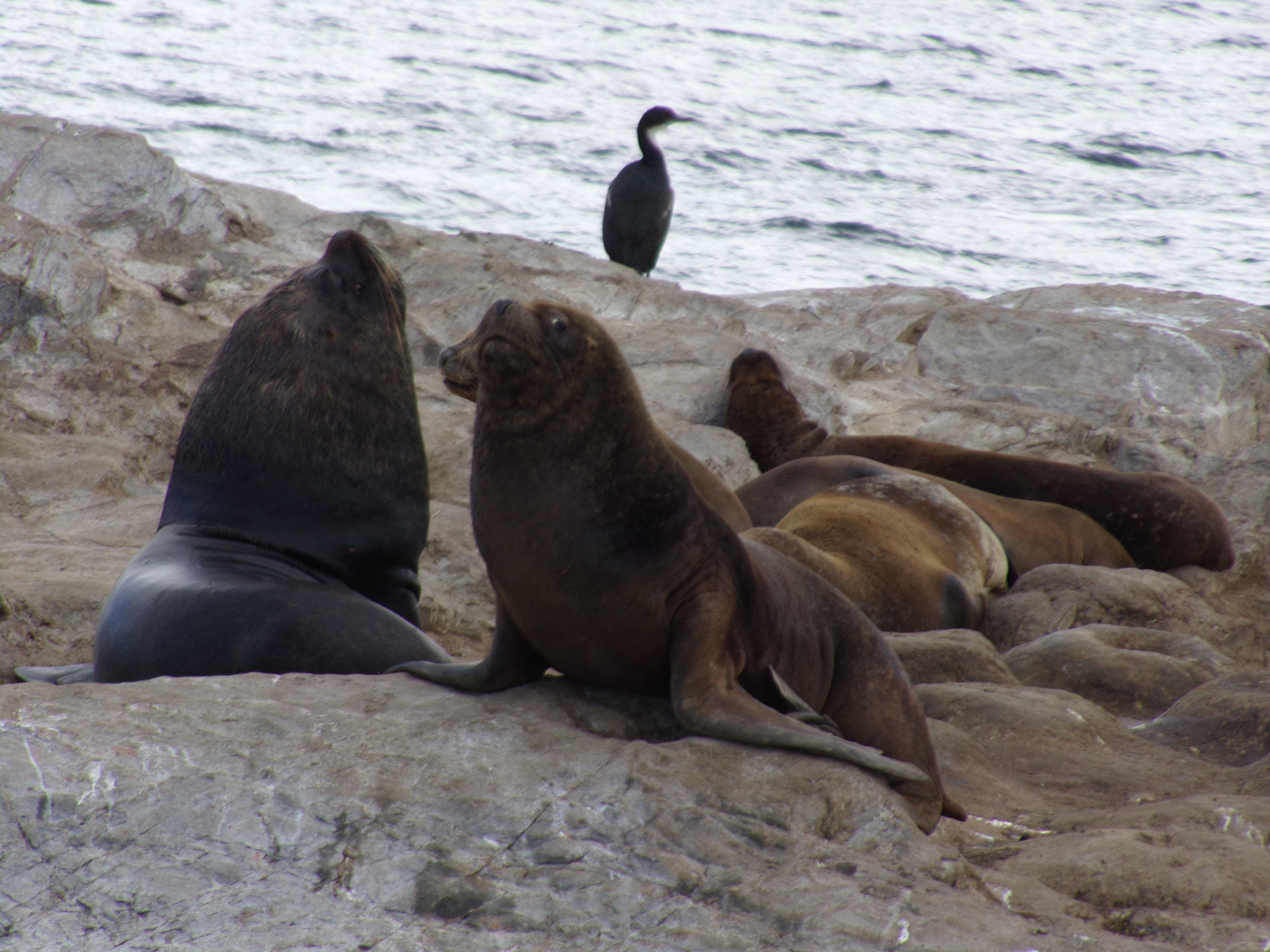
Islotes Les Éclaireurs, ubicados en el territorio argentino del Canal de Beagle, al este de la bahía de Ushuaia. Los indios Yámana los llamaban Kashuna.
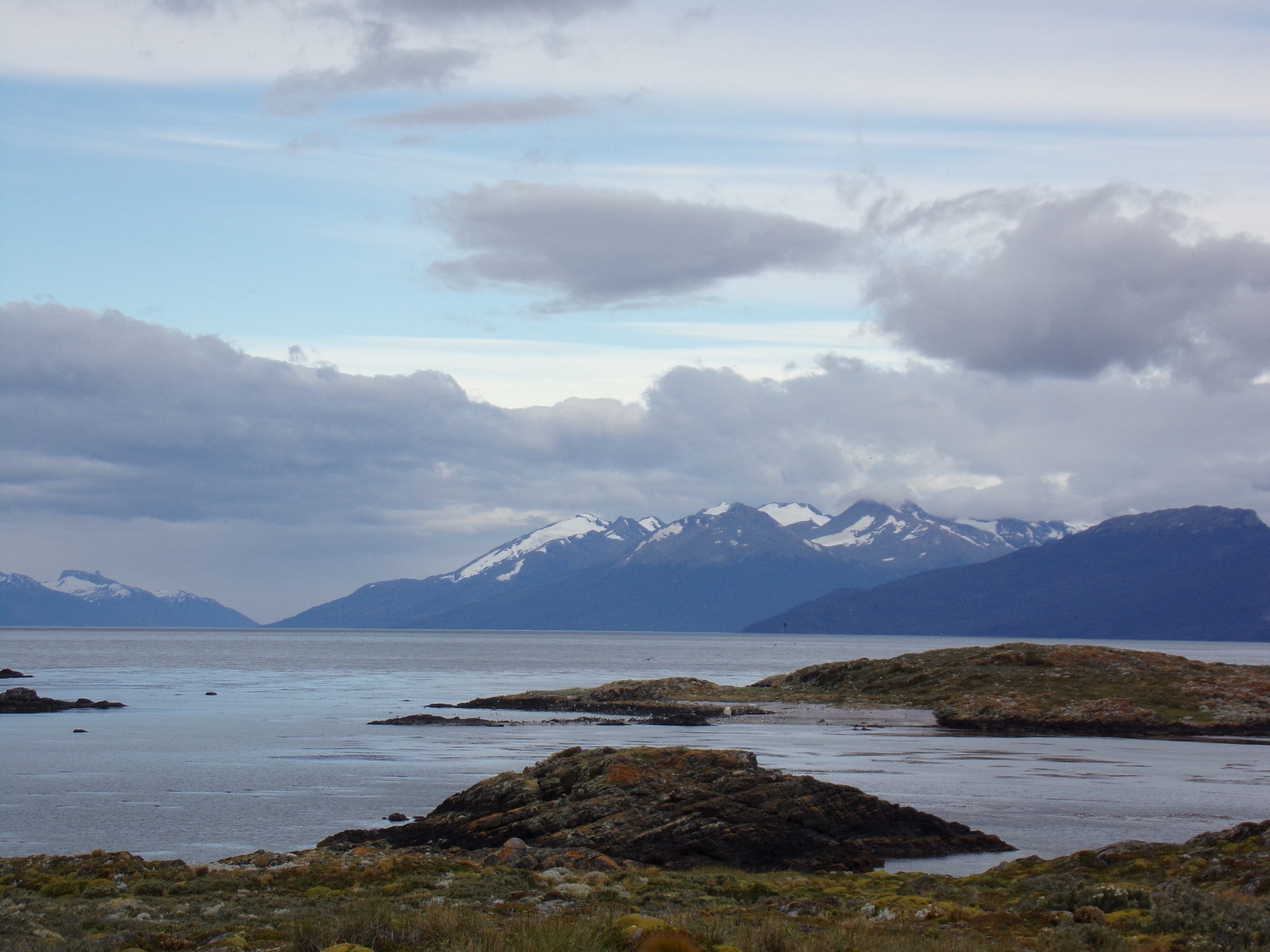
Vista sobre la Bahía de Ushuaia.
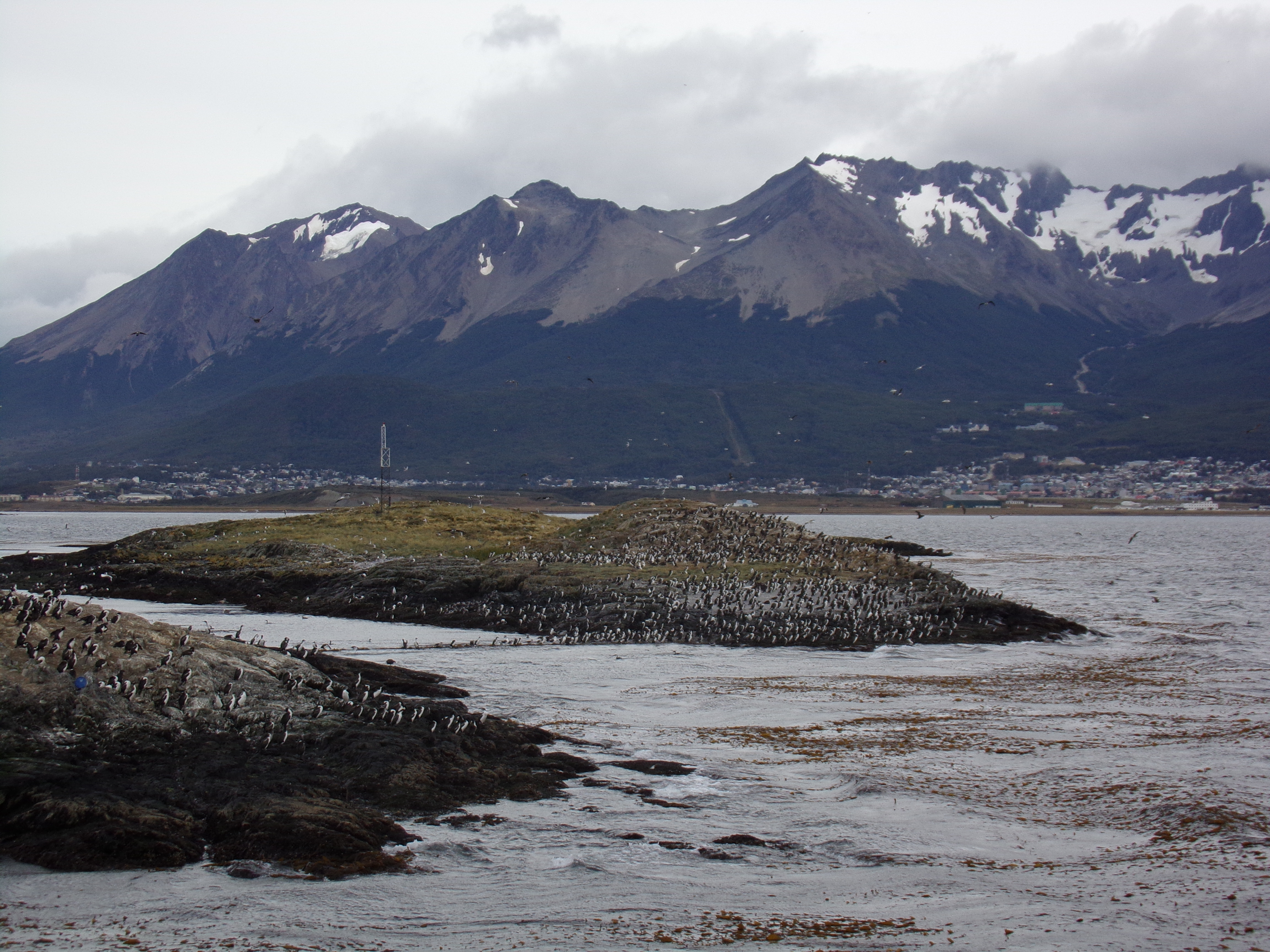
Fauna de la región en el primer plano en la Bahía de Ushuaia; al fondo la ciudad.
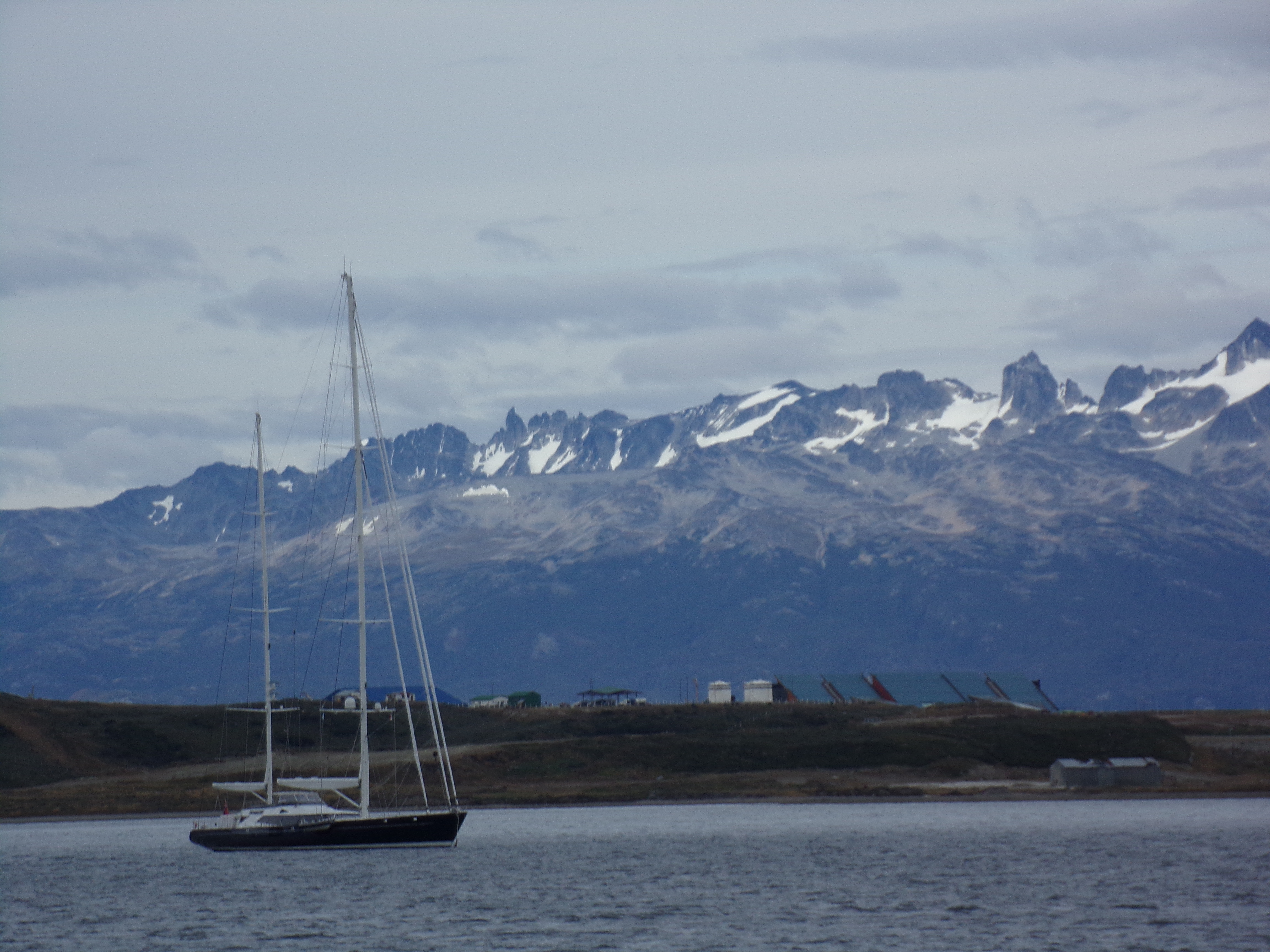
Barco velero en la bahía de Ushuaia.
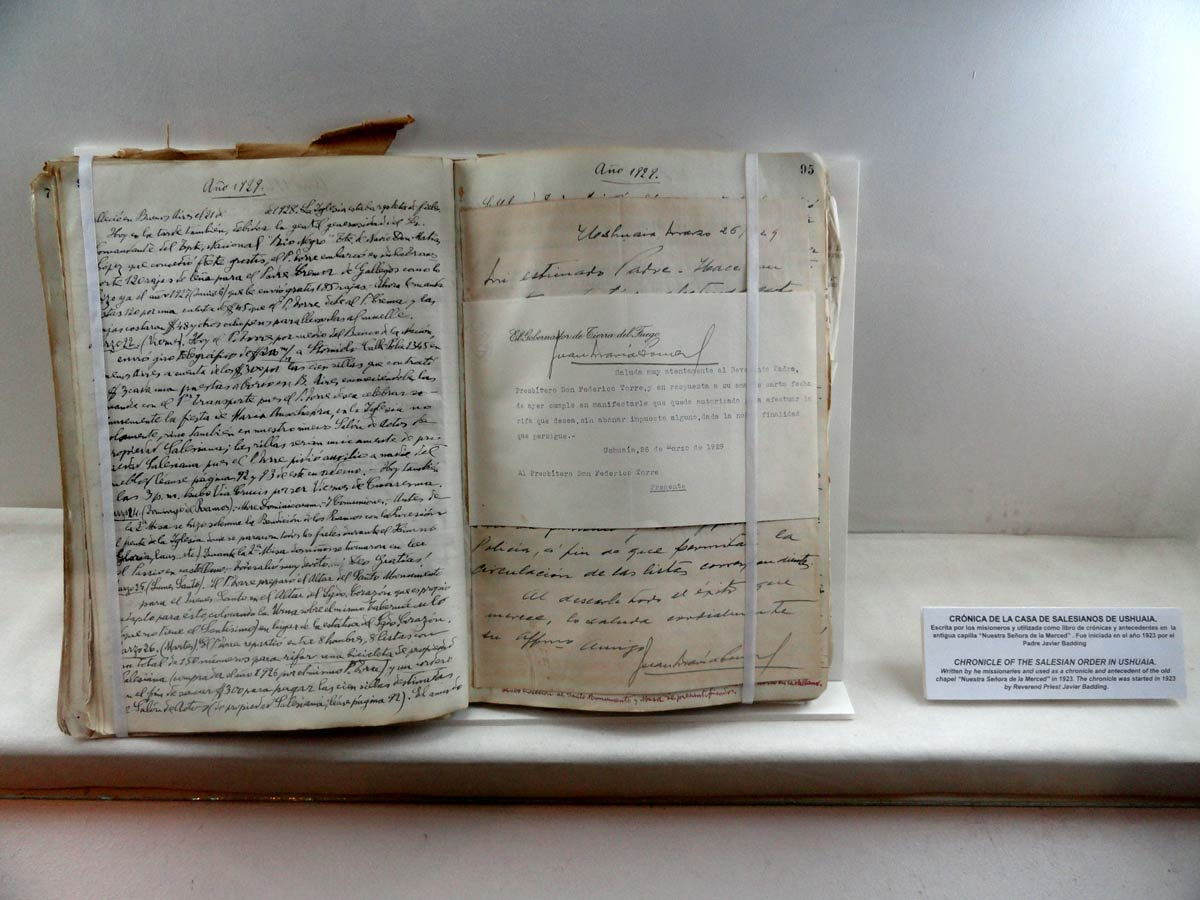
Crónicas de la Misión Salesiana, fundada en 1893: muestra en el Museo del Fin del Mundo en Ushuaia.